# Biserica de lemn din Gârda de Sus

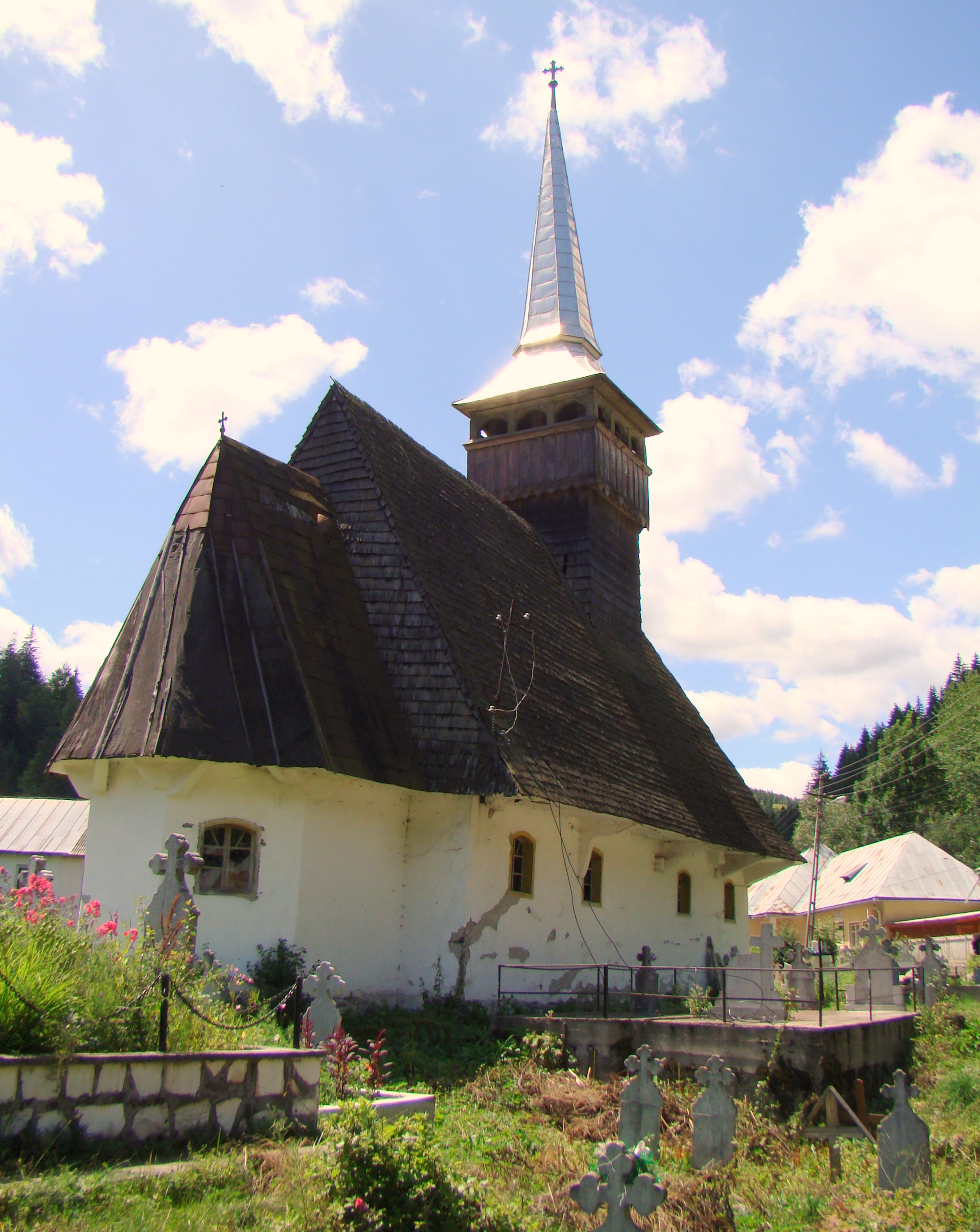
Biserica de lemn „Nașterea Sfântului Ioan Botezătorul” din Gârda de Sus, comuna Gârda de Sus, județul Alba, foto: iulie 2009.

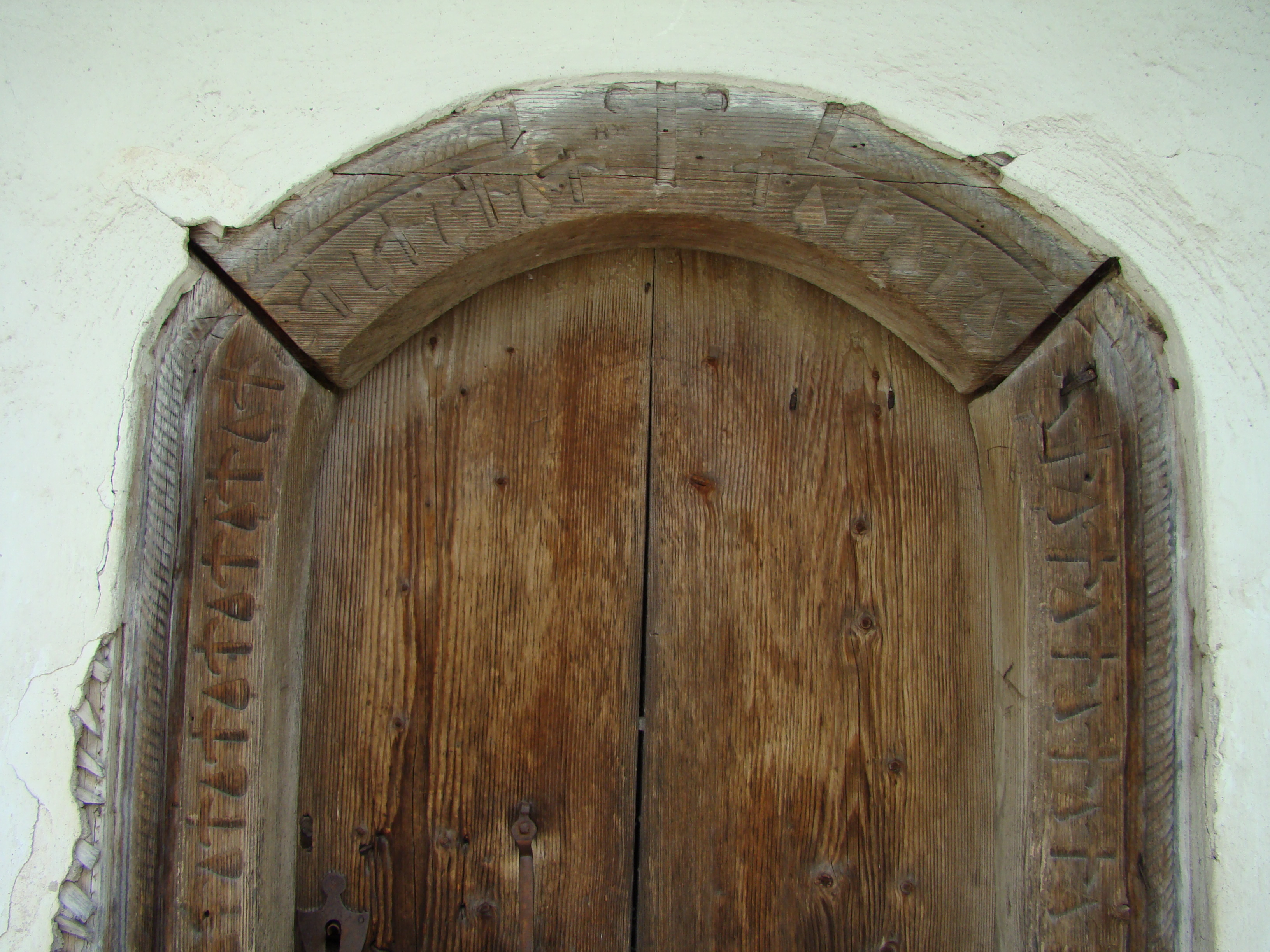

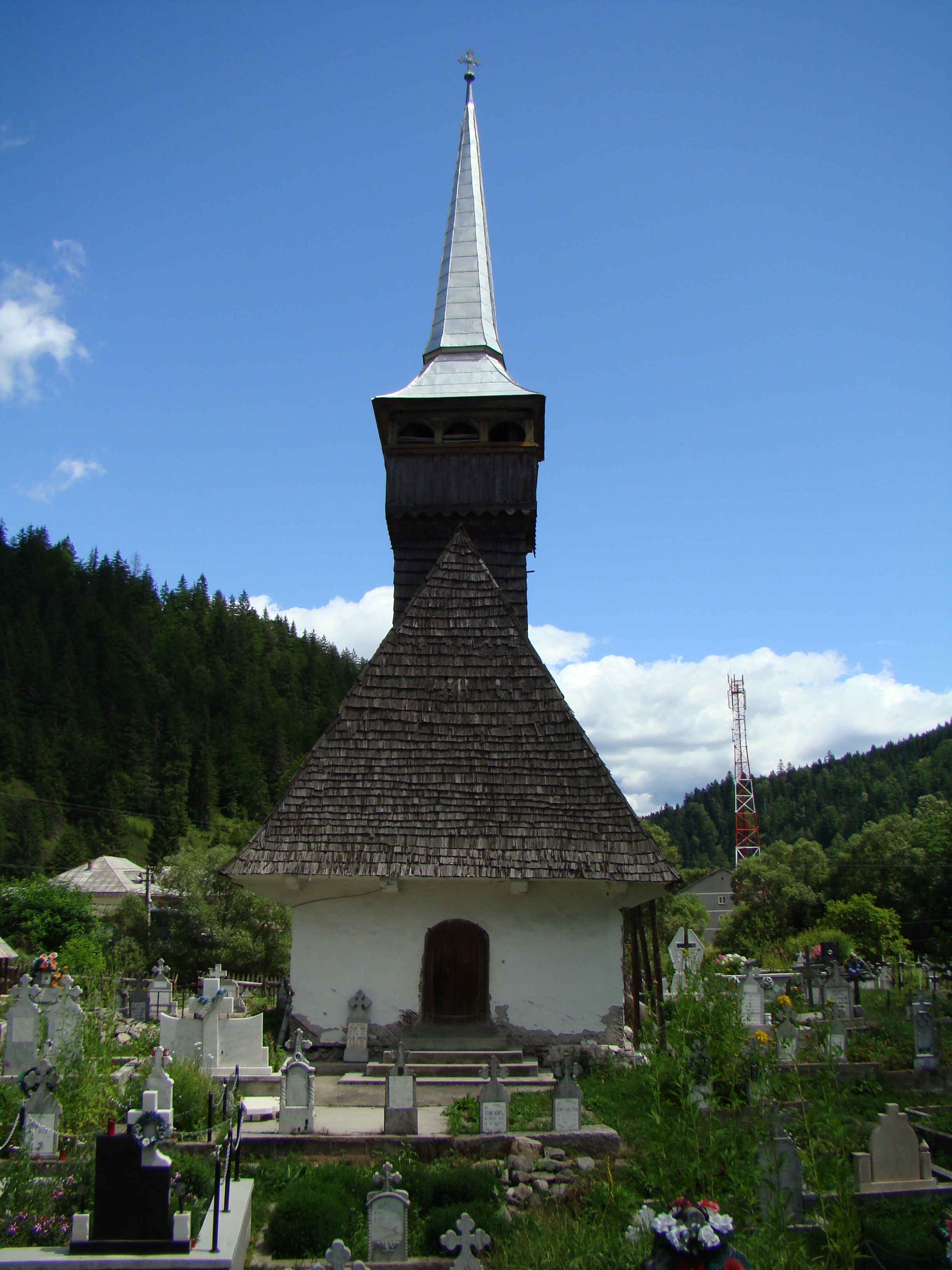

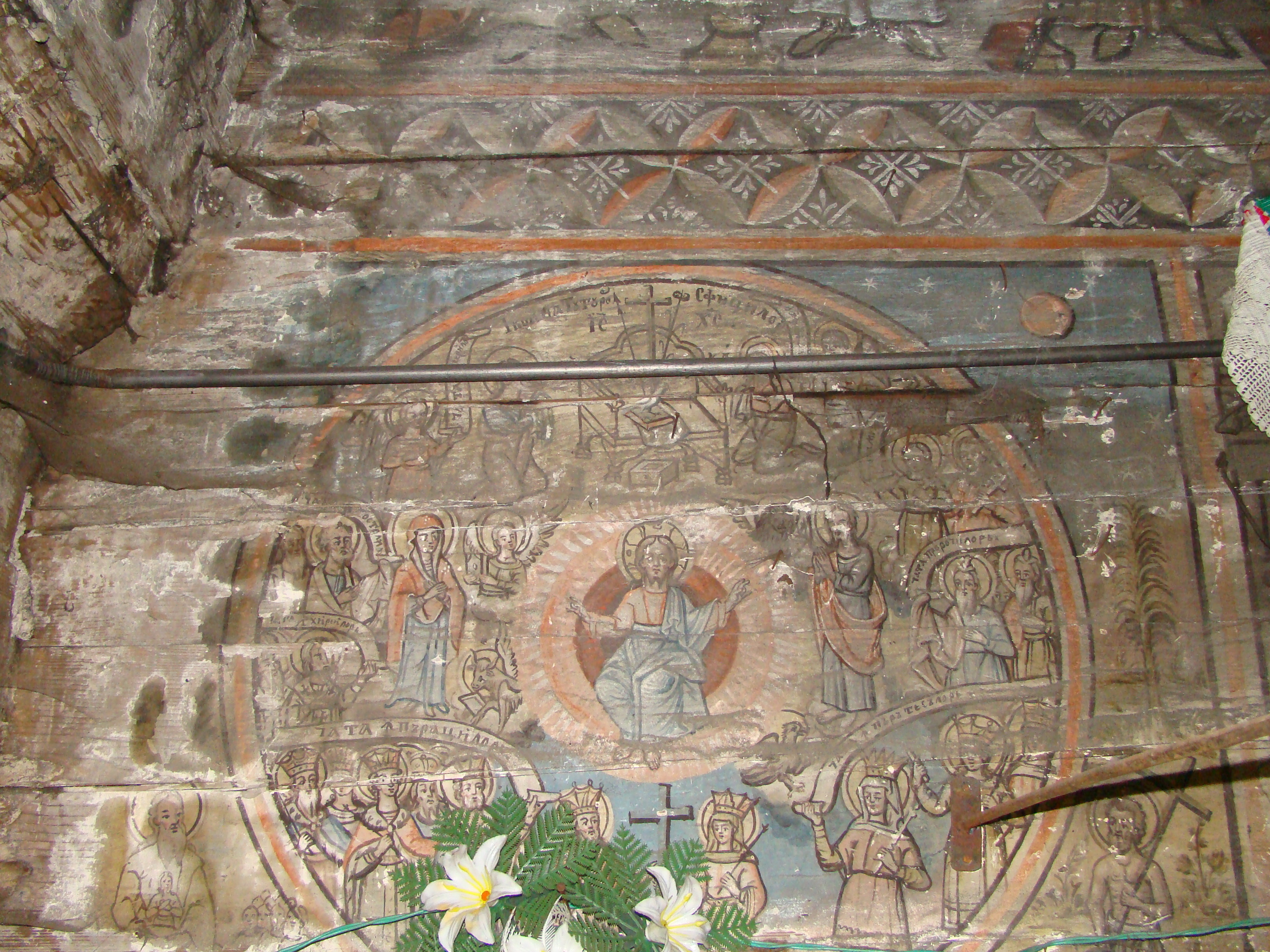

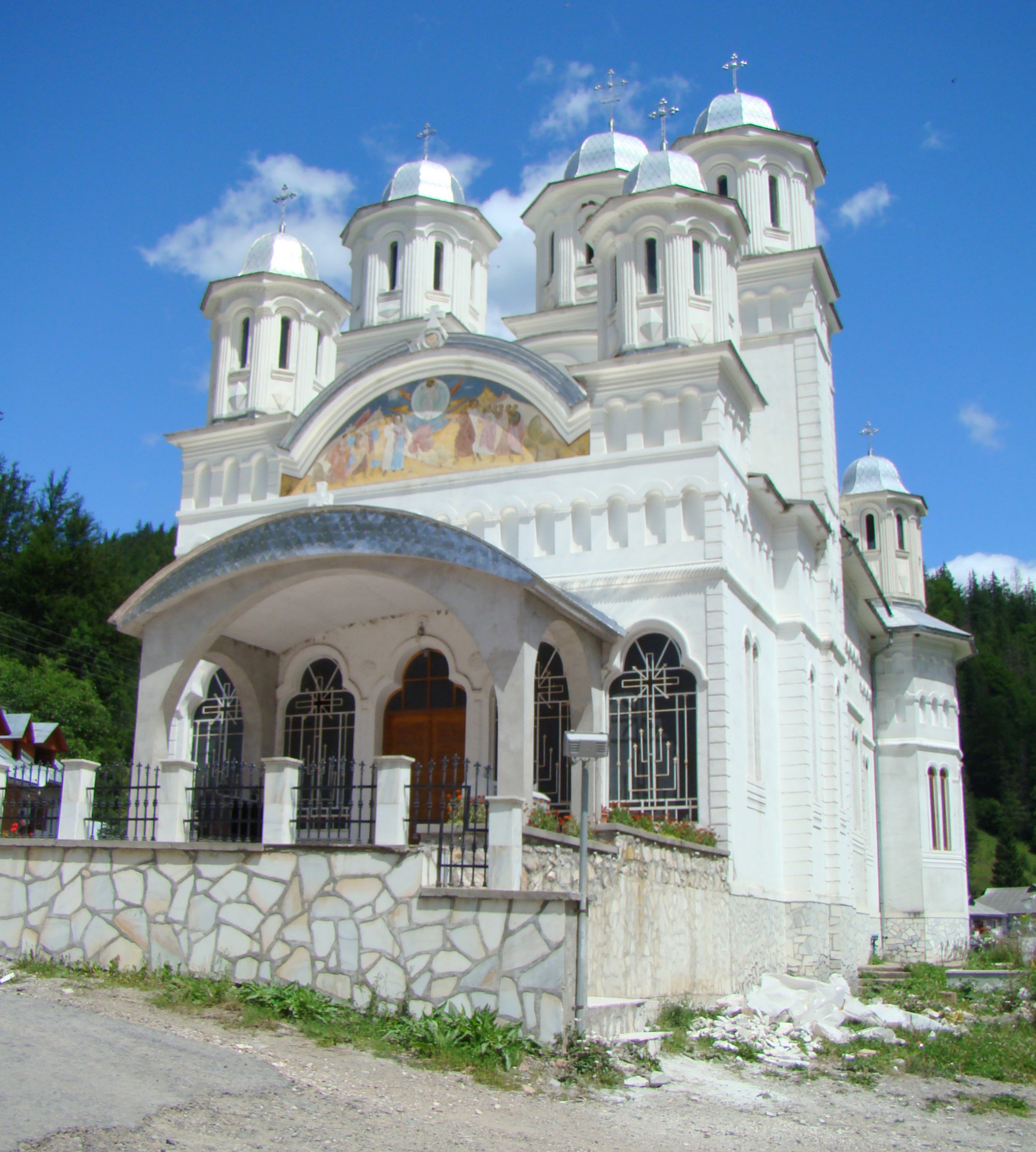
Biserica nouă din Gârda de Sus cu hramul „Sfinții Arhangheli Mihail și Gavriil”

Biserica de lemn din Gârda de Sus, comuna Gârda de Sus, județul Alba, datează din anul 1792. Are hramul „Nașterea Sf.Ioan Botezătorul”. Biserica se află pe noua listă a monumentelor istorice sub codul LMI: cod LMI AB-II-m-A-00228.

## Istoric și trăsături
La confluența Arieșului cu Gârda Seacă, de o parte și de alta a văii, se găsește comuna Gârda de Sus, punct important de pornire a unor trasee turistice, ce se îndreaptă spre cabană și ghețarul Scărișoara, vf. Bihor, peștera și ghețarul de la Vârtop.
Amplasată lângă șoseaua Câmpeni-Arieșeni, în vecinătatea centrului localității, biserica de lemn „Nașterea Sf. Ioan Botezătorul” impresionează prin silueta marcată de turnul cu coif înalt. Construit după un plan dreptunghiular, cu altarul pentagonal decroșat, fără pridvor, edificiul ridicat din lemn de brad, tencuit la exterior, surprinde prin rafinamentului decorului de arhitectură sculptat. Ancadramentul ușii situate pe latura vestică a pronaosului, consolele laturii vestice, golurile în acoladă cu colțuri, spre altar, vădesc măiestria meșterului care a ridicat biserica în 1792. Pronaosul este tăvanit și consolidat prin două șiruri de stâlpi. În pronaos se observă intervenția de amplificare a laturilor de nord și sud. Naosul poartă o boltă semicilindrică de scândură, iar în altar bolta semicilindrică  se racordează la pereți, printr-o semicalotă.
În primii ani ai secolului al XIX-lea interiorul a fost pictat, după cum menționează inscripția de pe iconostas: „Această (sfântă) biserică s-au întemeiat la anul 1792 și s-a zugrăvit la 1804 cu cheltuiala poporului, ajutând Purcel Petru cu 80 de numărături, purtător de grijă și crâsnic a fost Suci Costin, împărat fiind Franțiscus al II-lea, protopop Gavril Ighian popa, Tudoraș Pașca, zugrafi Simion Silaghi de Abrudbania, Gavril Silaghi, diac Moncan Ion”. 
Pictura murală, păstrată în condiții relative bune, este în stil baroc, caracteristic lucrărilor cunoscutului pictor din Abrud, Simion Silaghi, care lucrează aici cu fratele său Gavril. Iconostasul este, de asemenea, pictat de cei doi frați între 1798-1804. În patrimioniul bisericii se află mai multe icoane pe lemn, ce datează din sec. al XIX-lea, precum și câteva icoane pe sticlă. Clopotul mic a fost turnat în 1874. Ioan Lupaș găsea aici un „Octoih” de la 1792 pe care-l menționase în raportul pe 1924 al Comisiunii Monumentelor Istorice-Secția pentru Transilvania.

## Imagini din interior

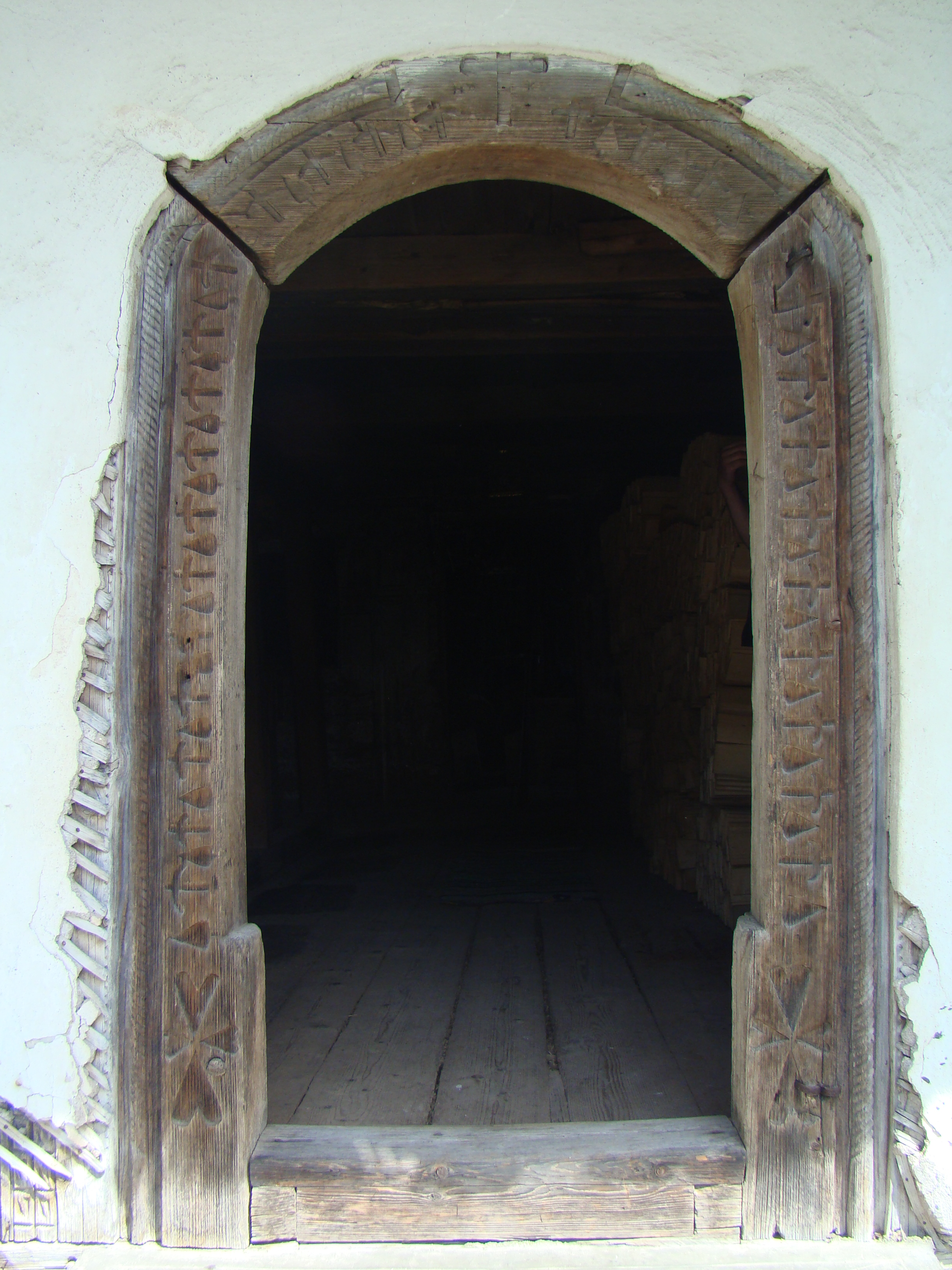
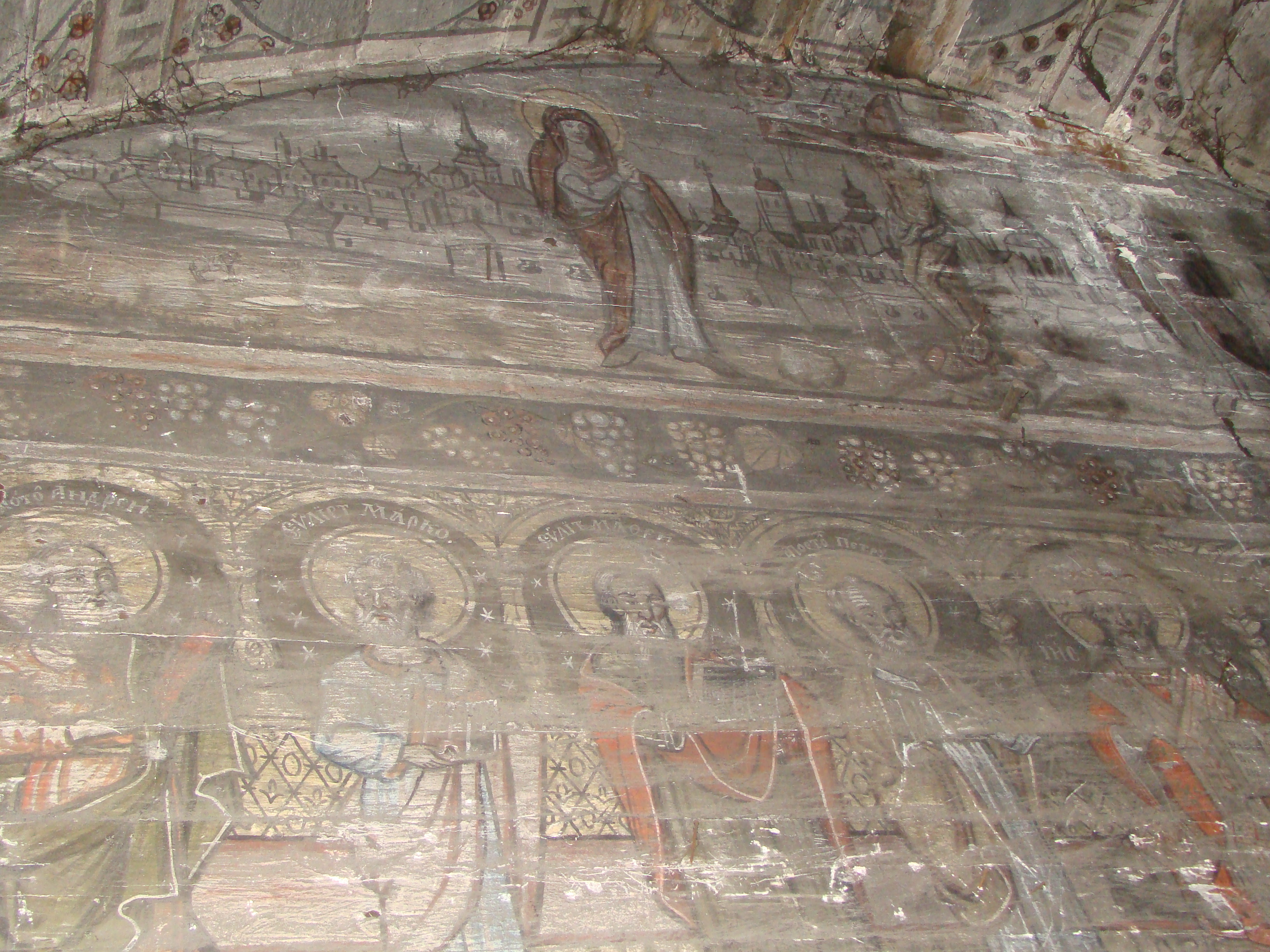
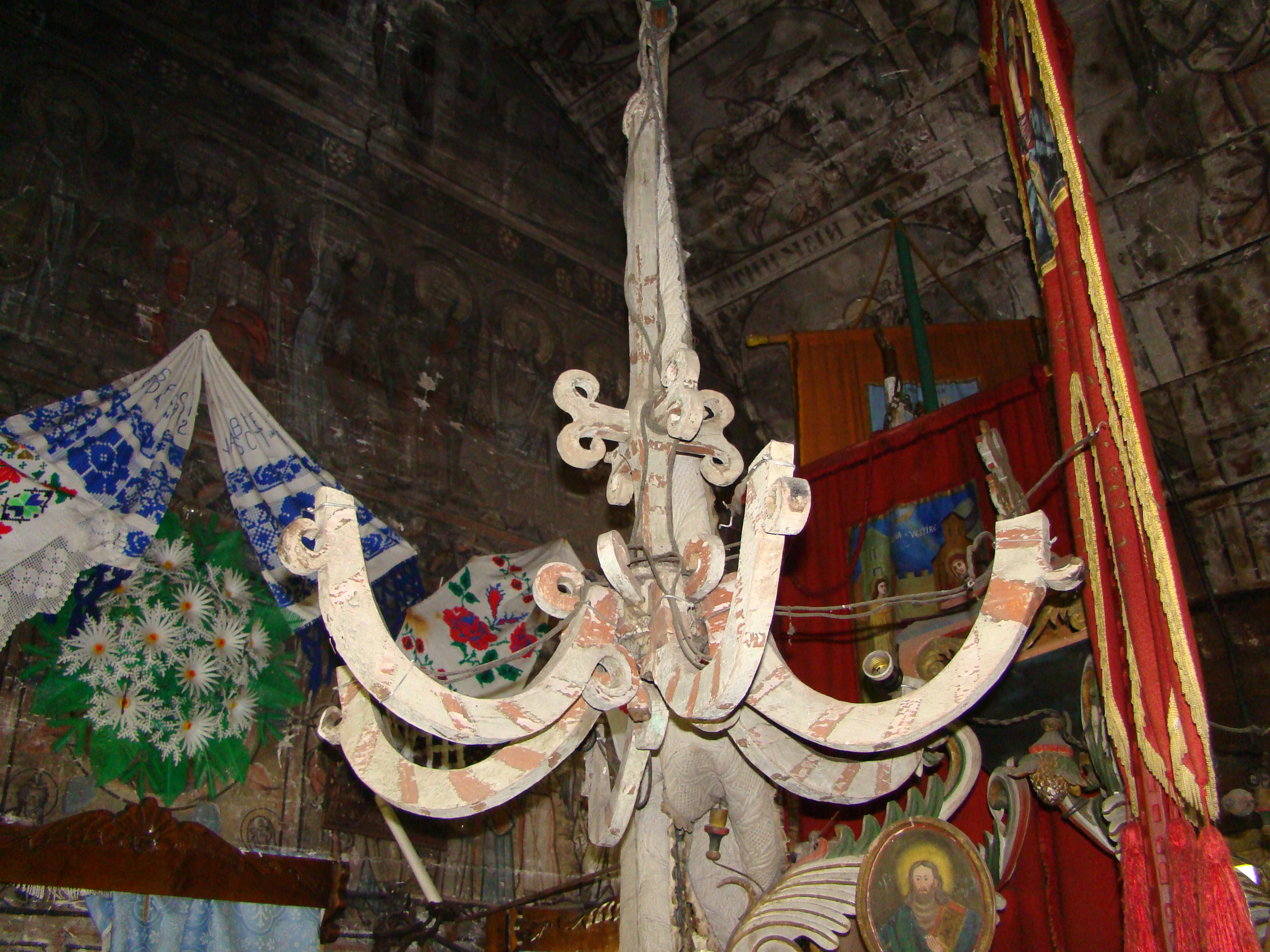
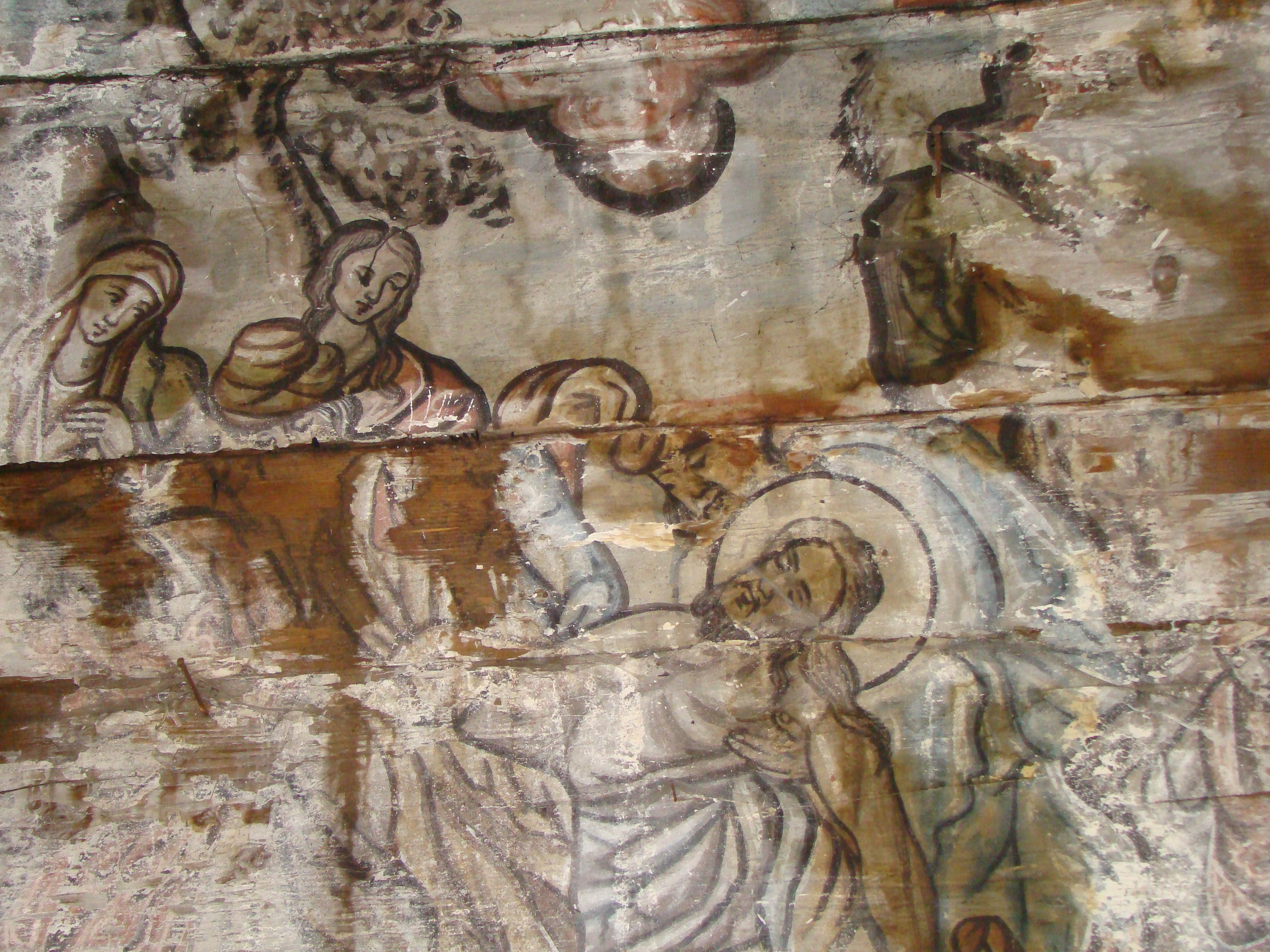
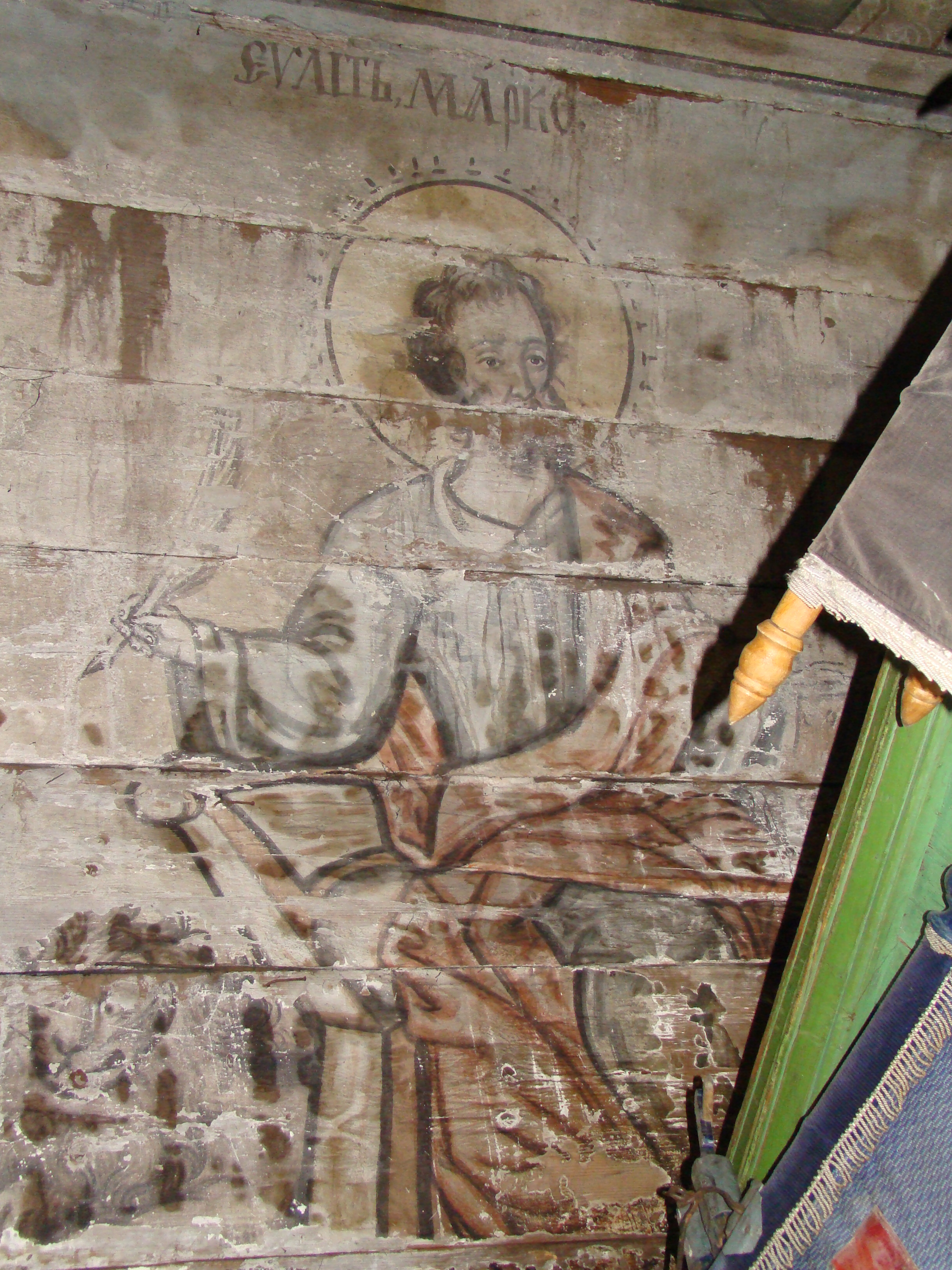
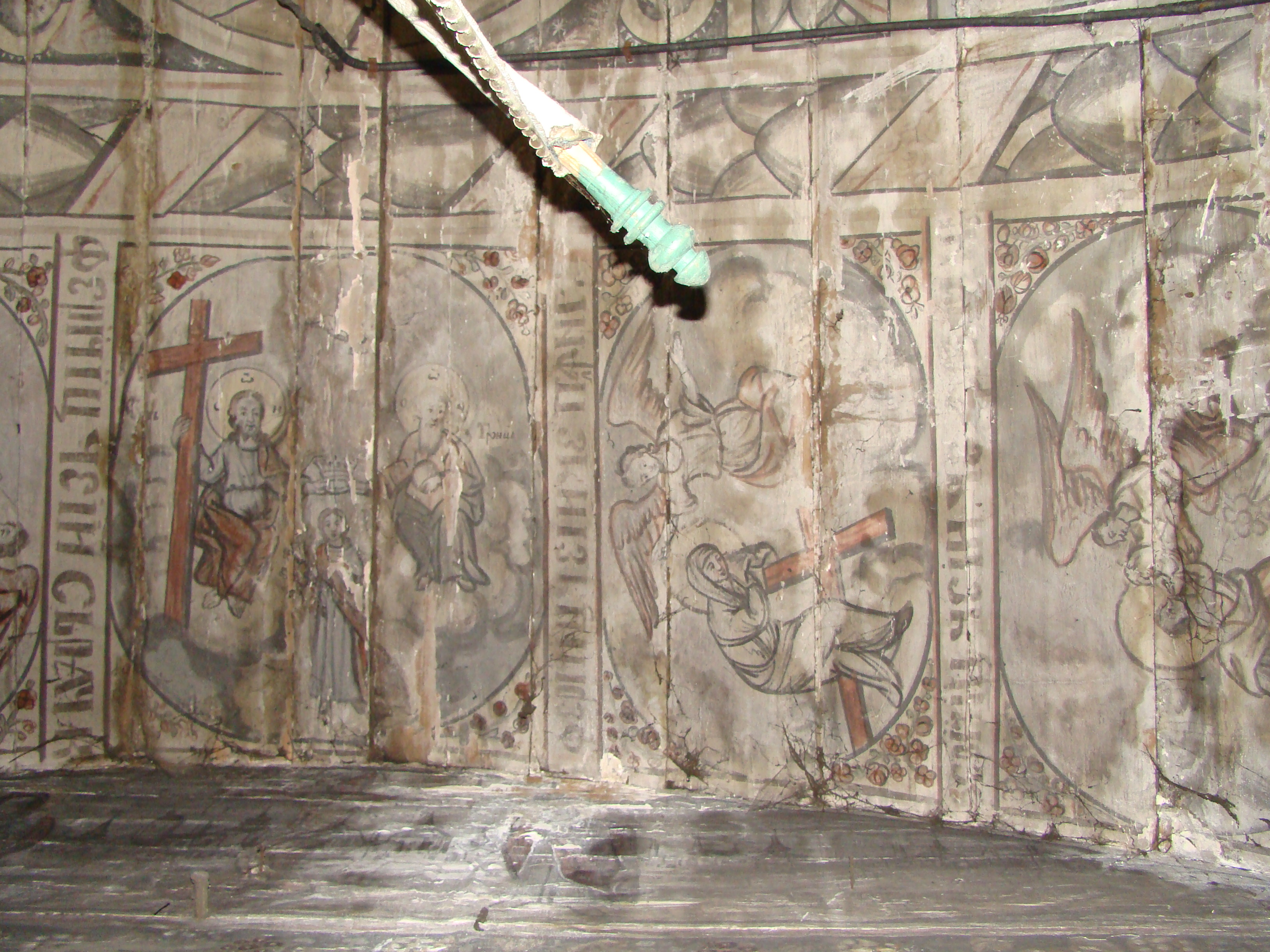
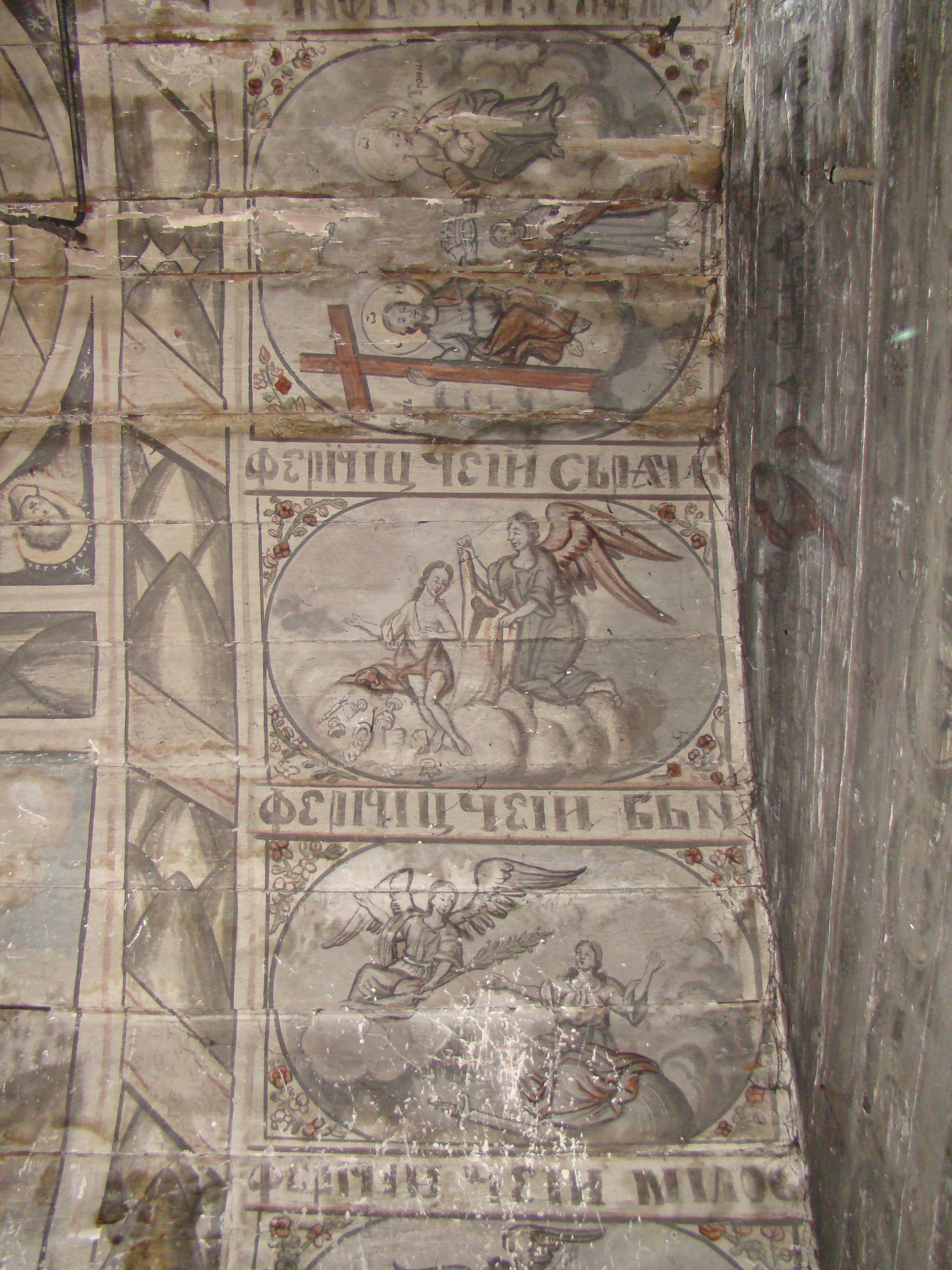
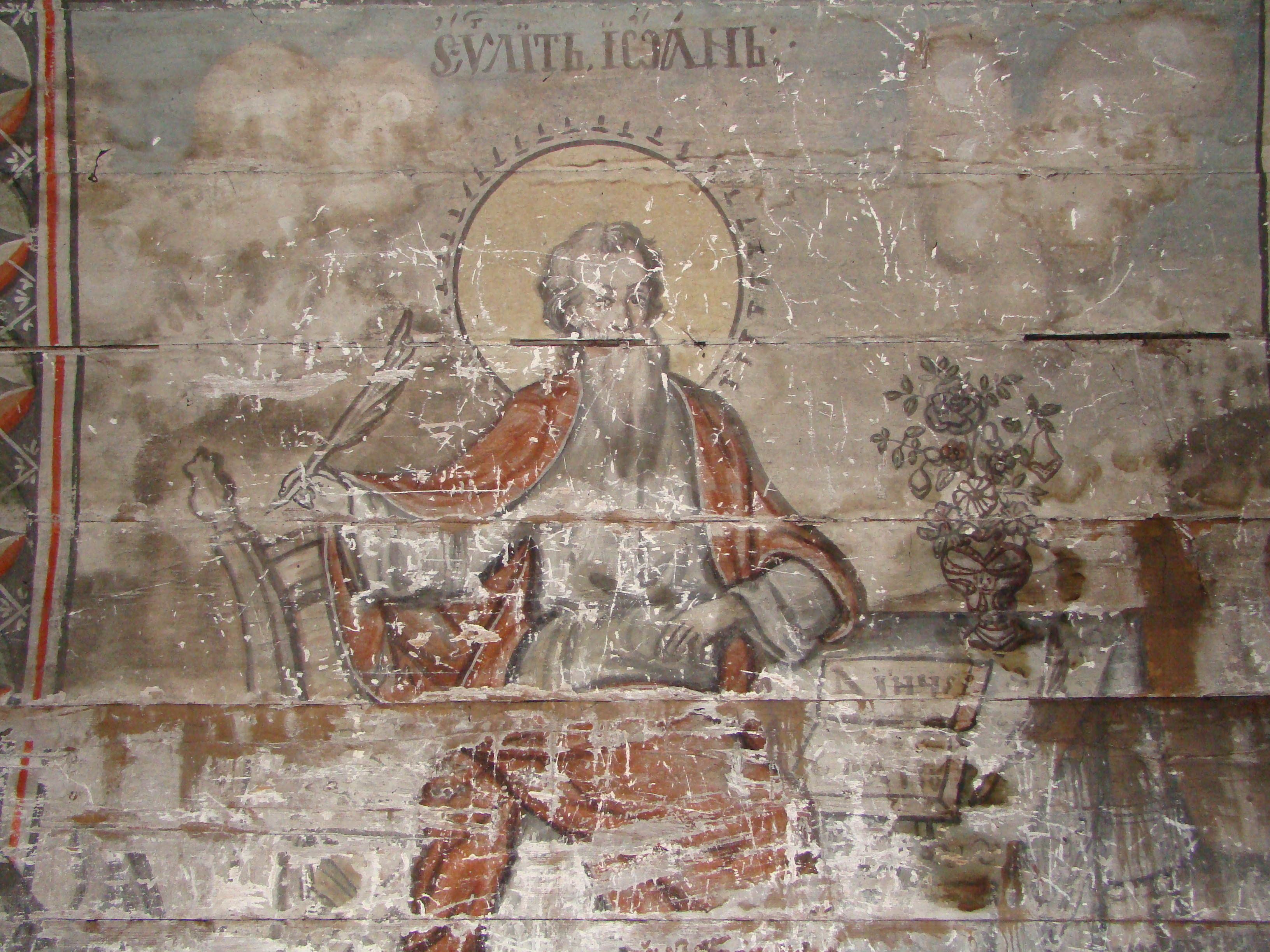
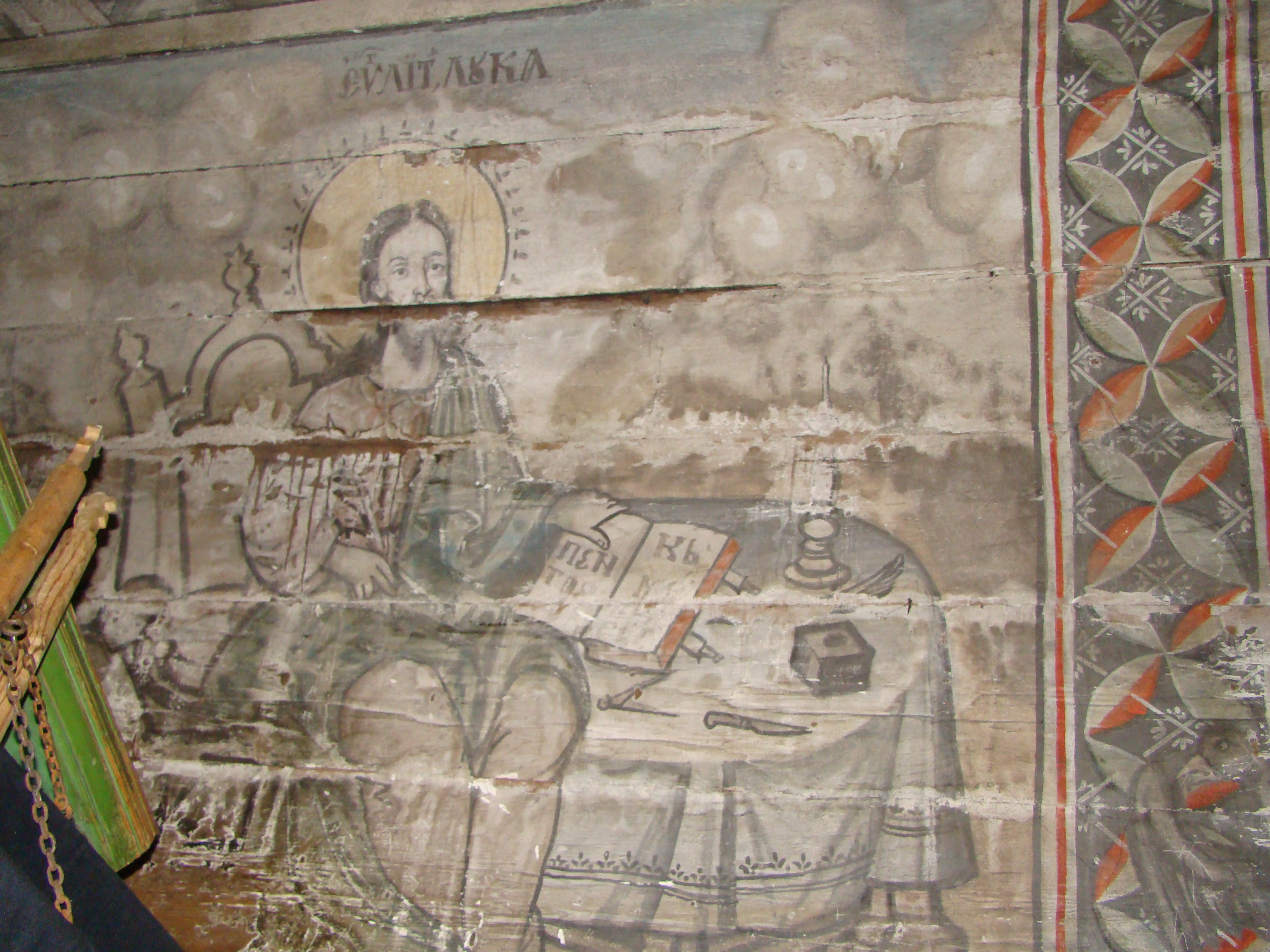
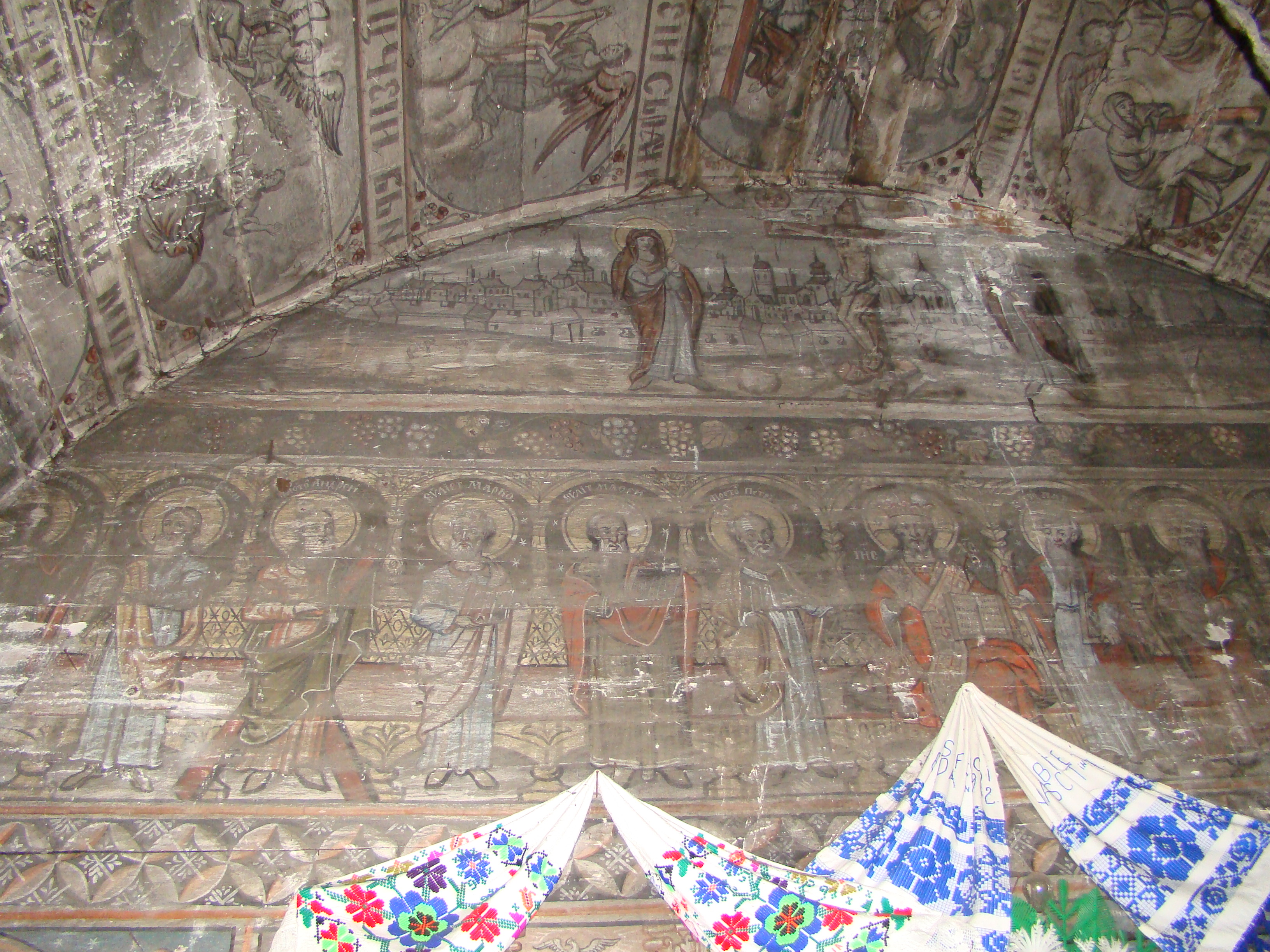
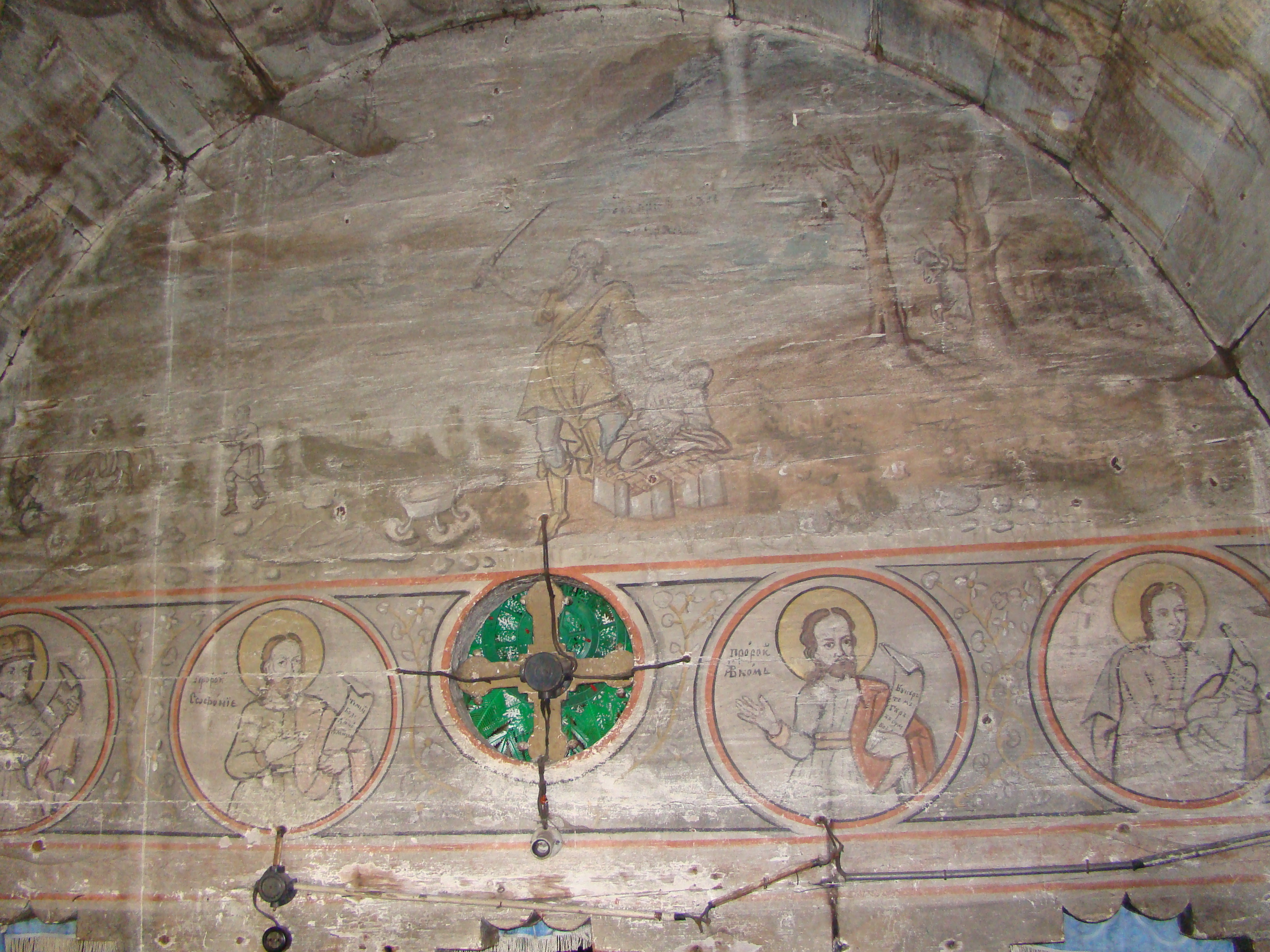
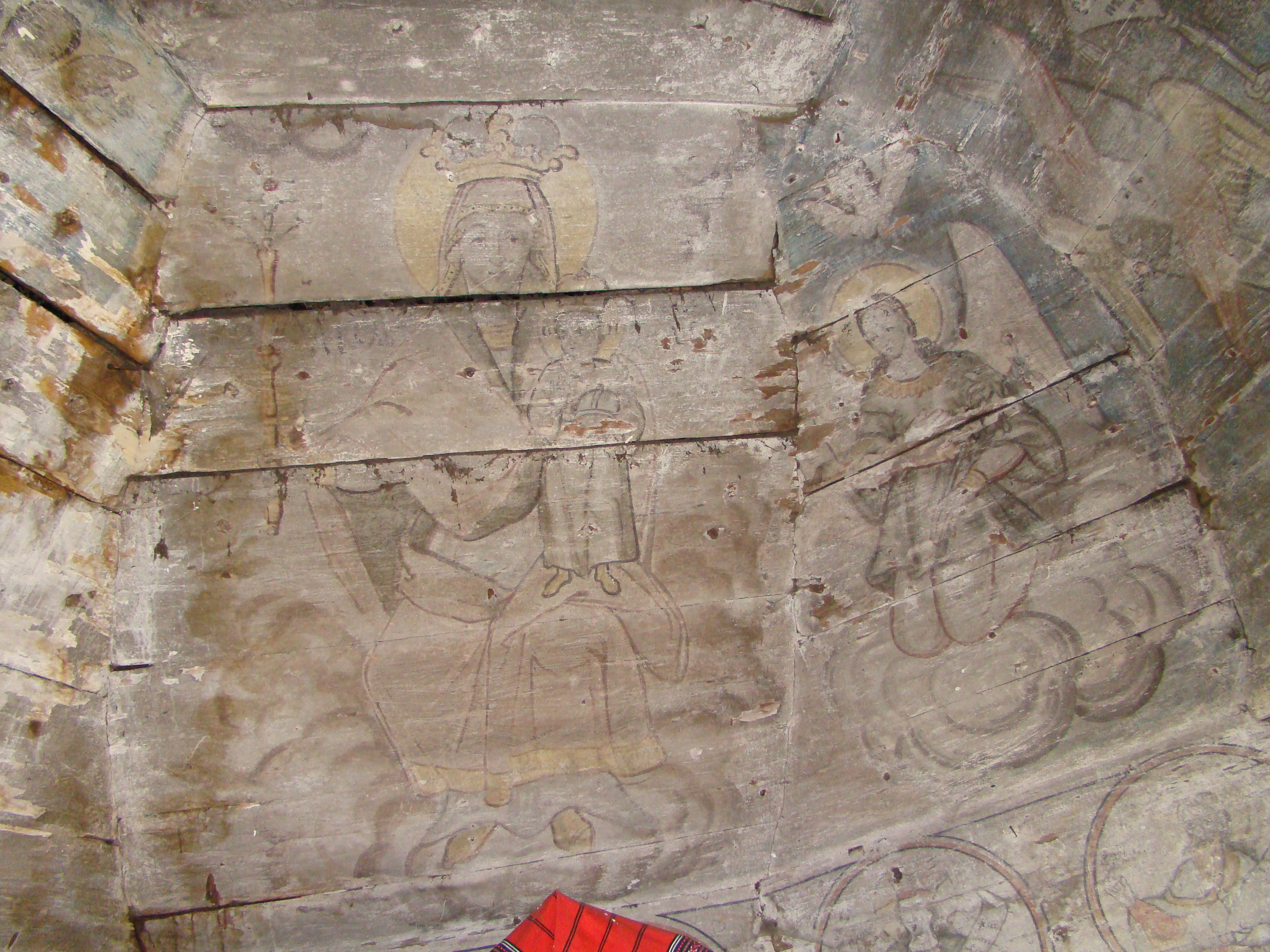
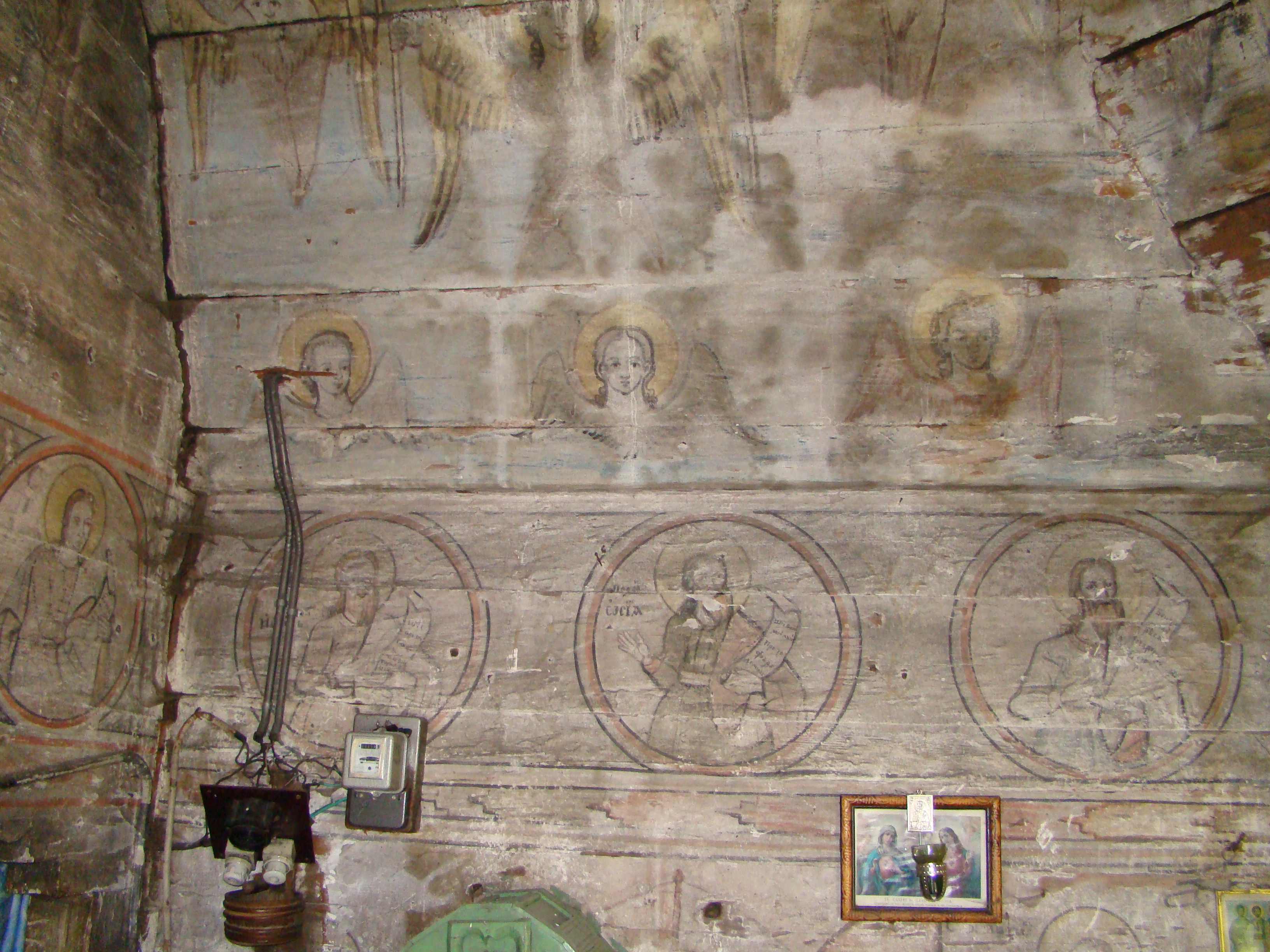
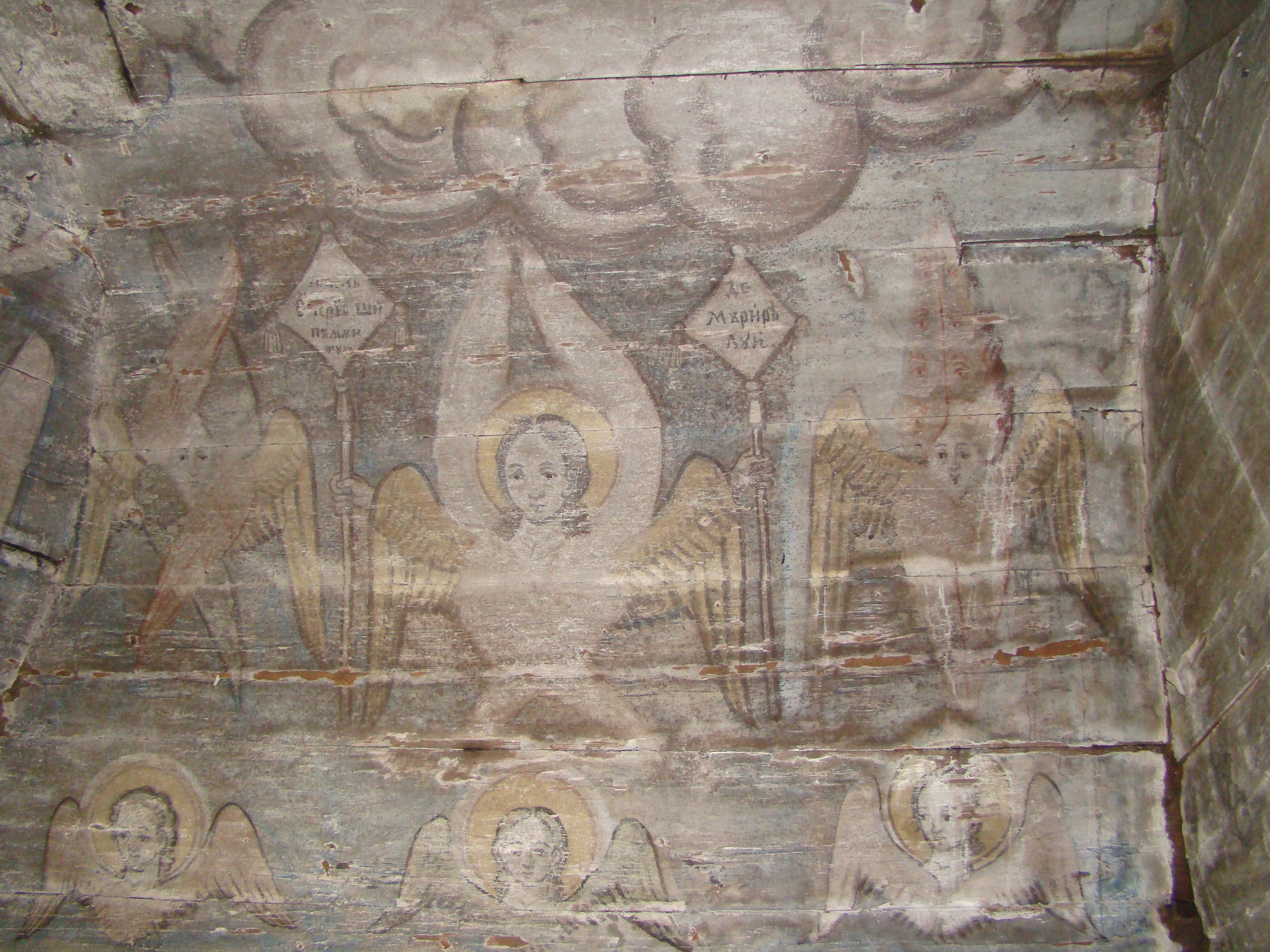

## Imagini din exterior

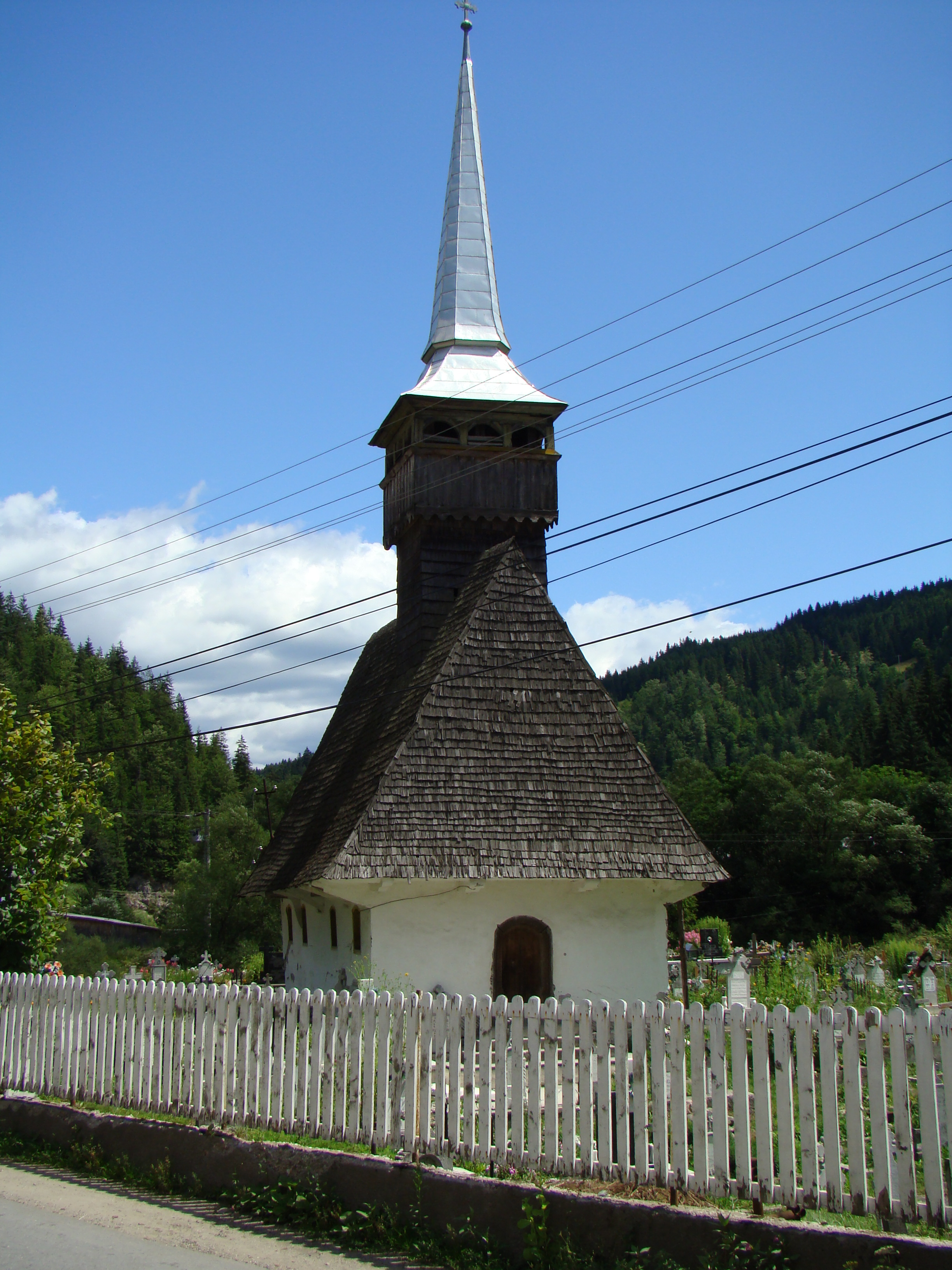
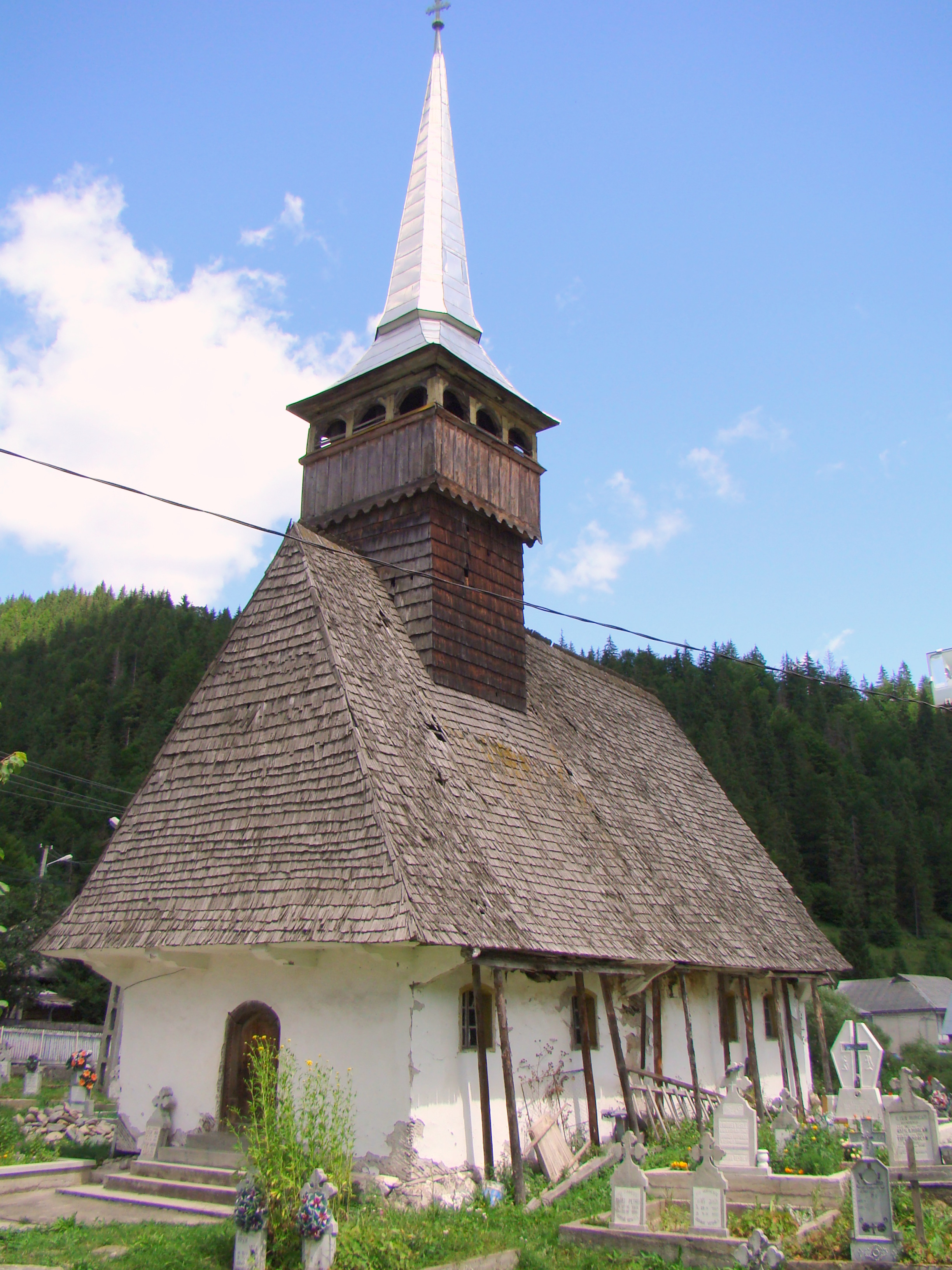
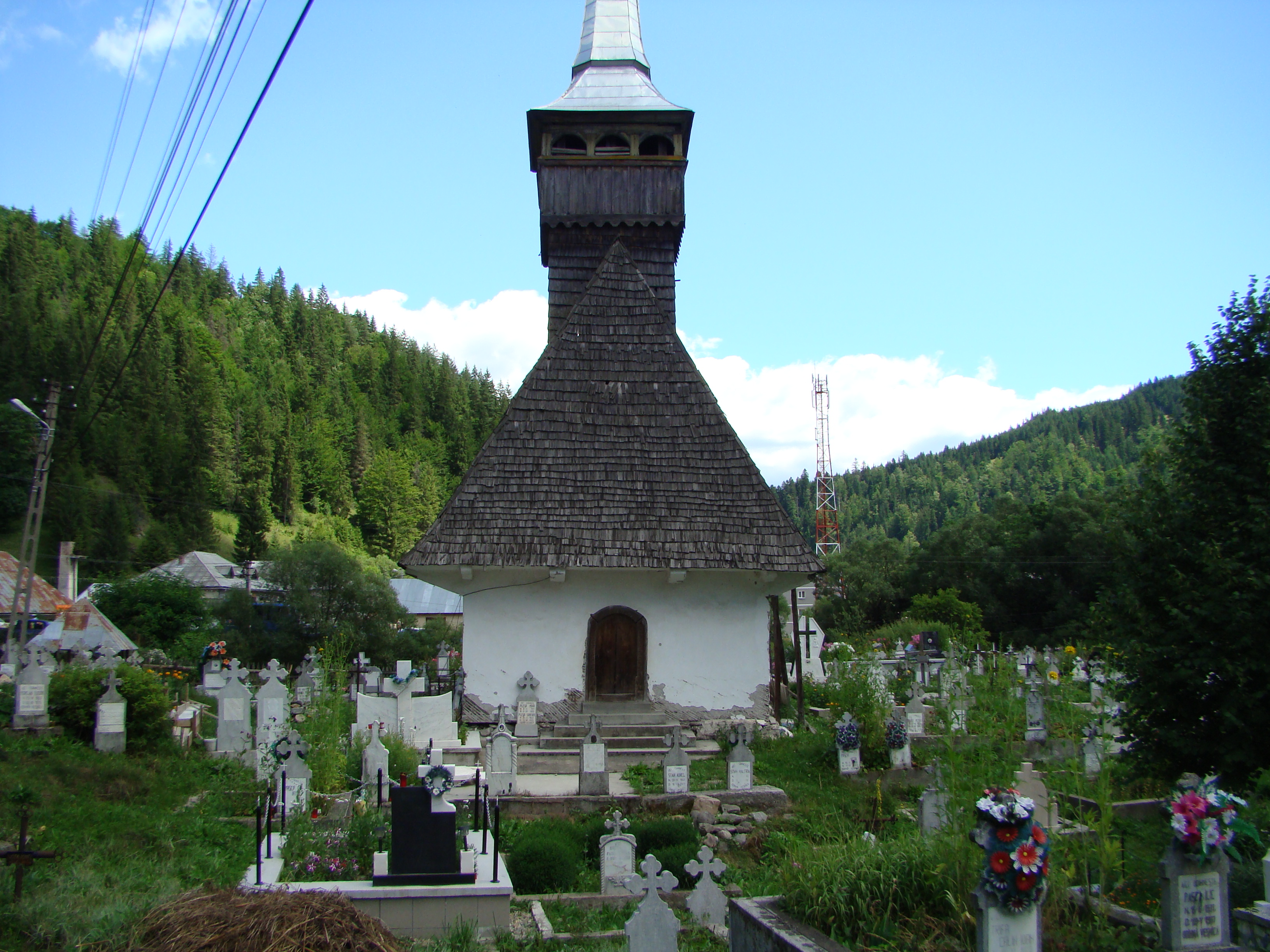
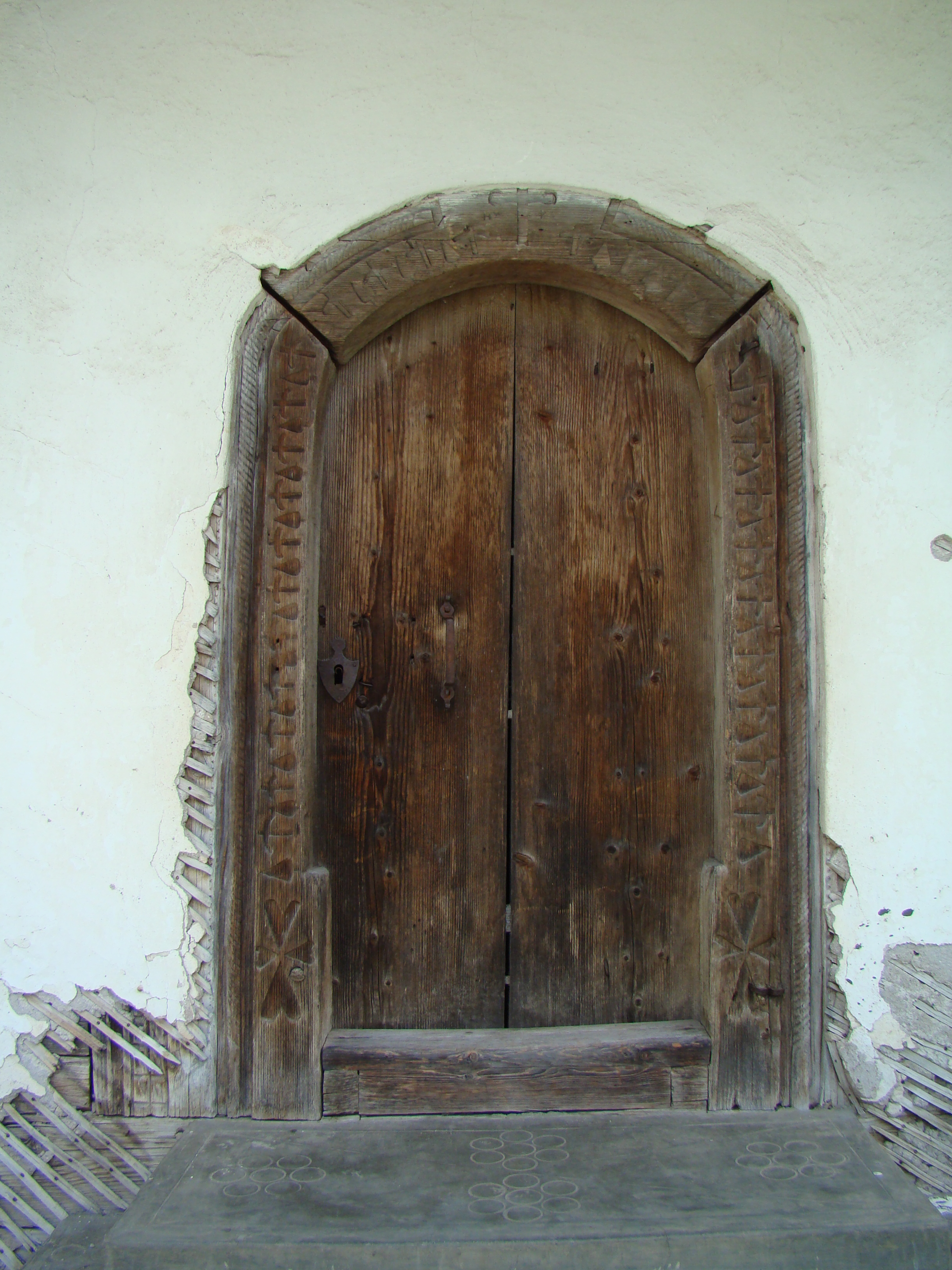
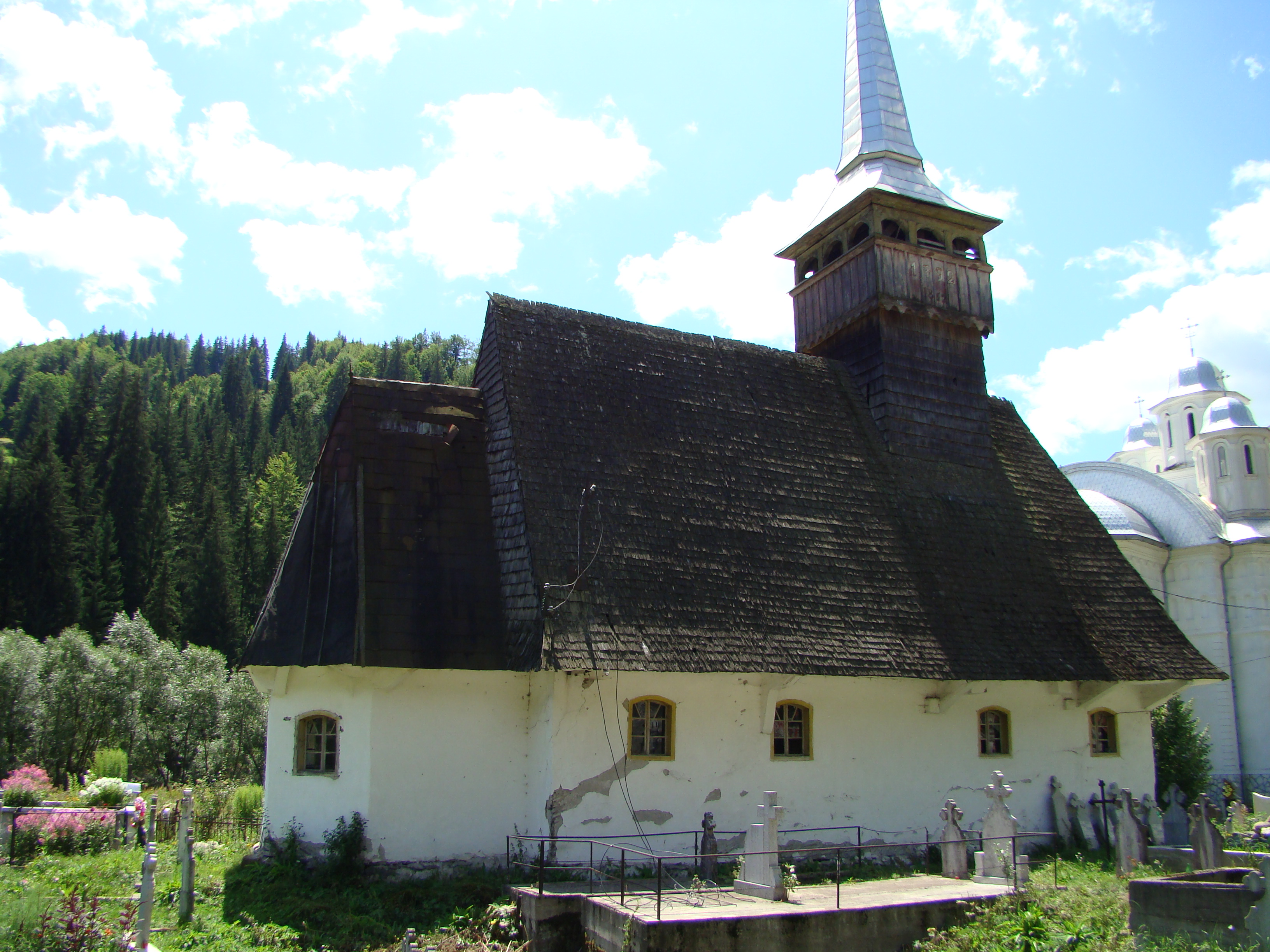
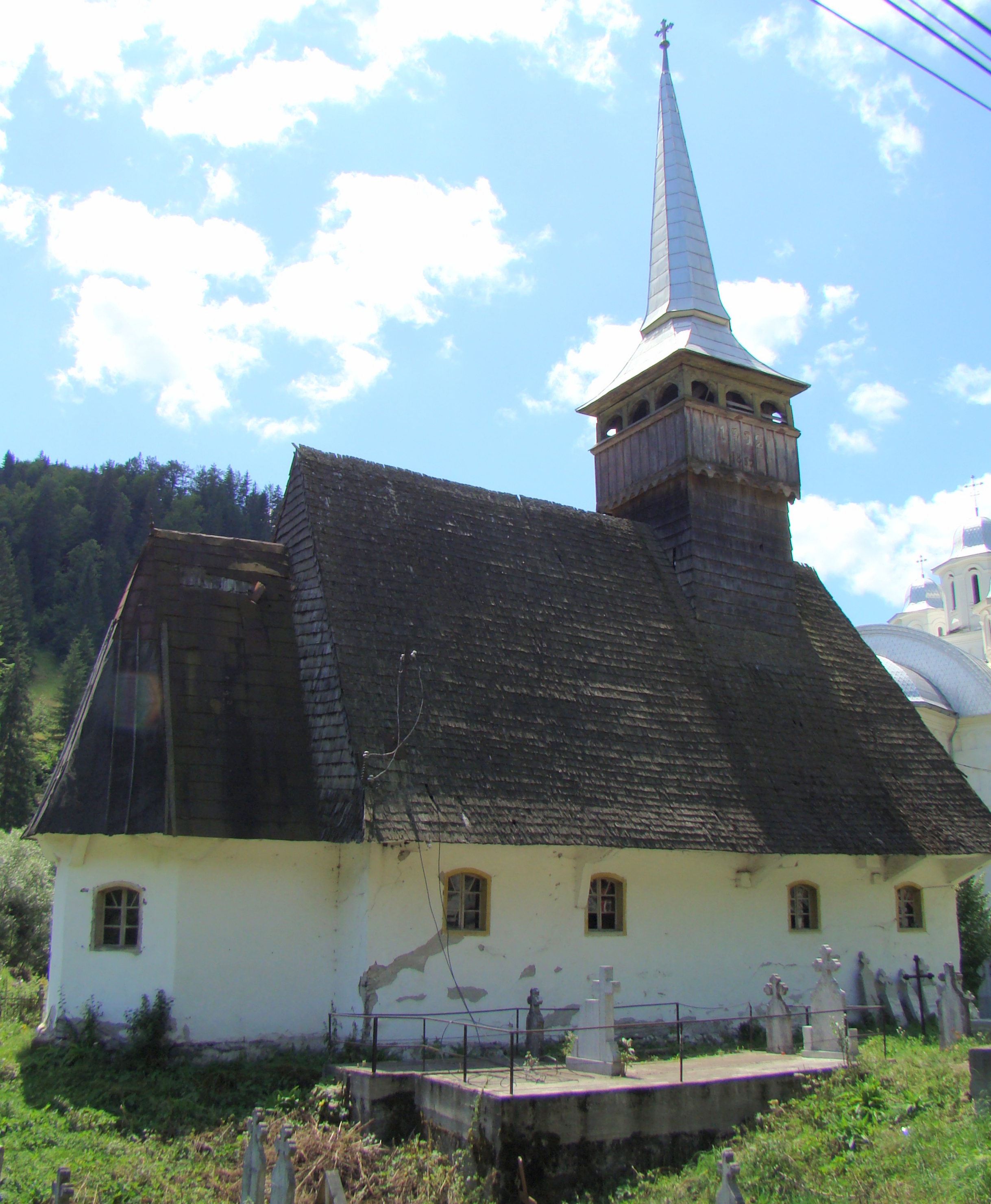
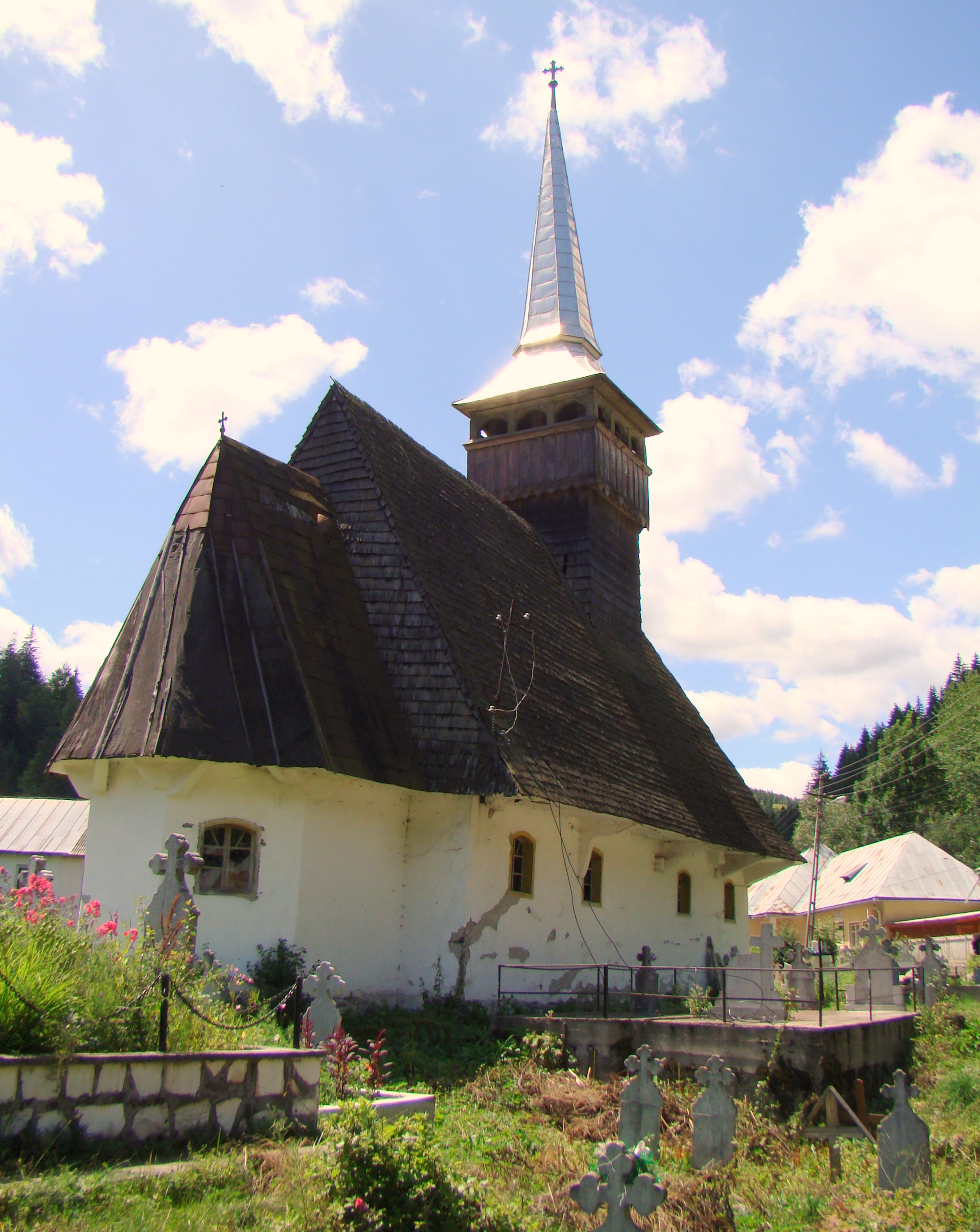
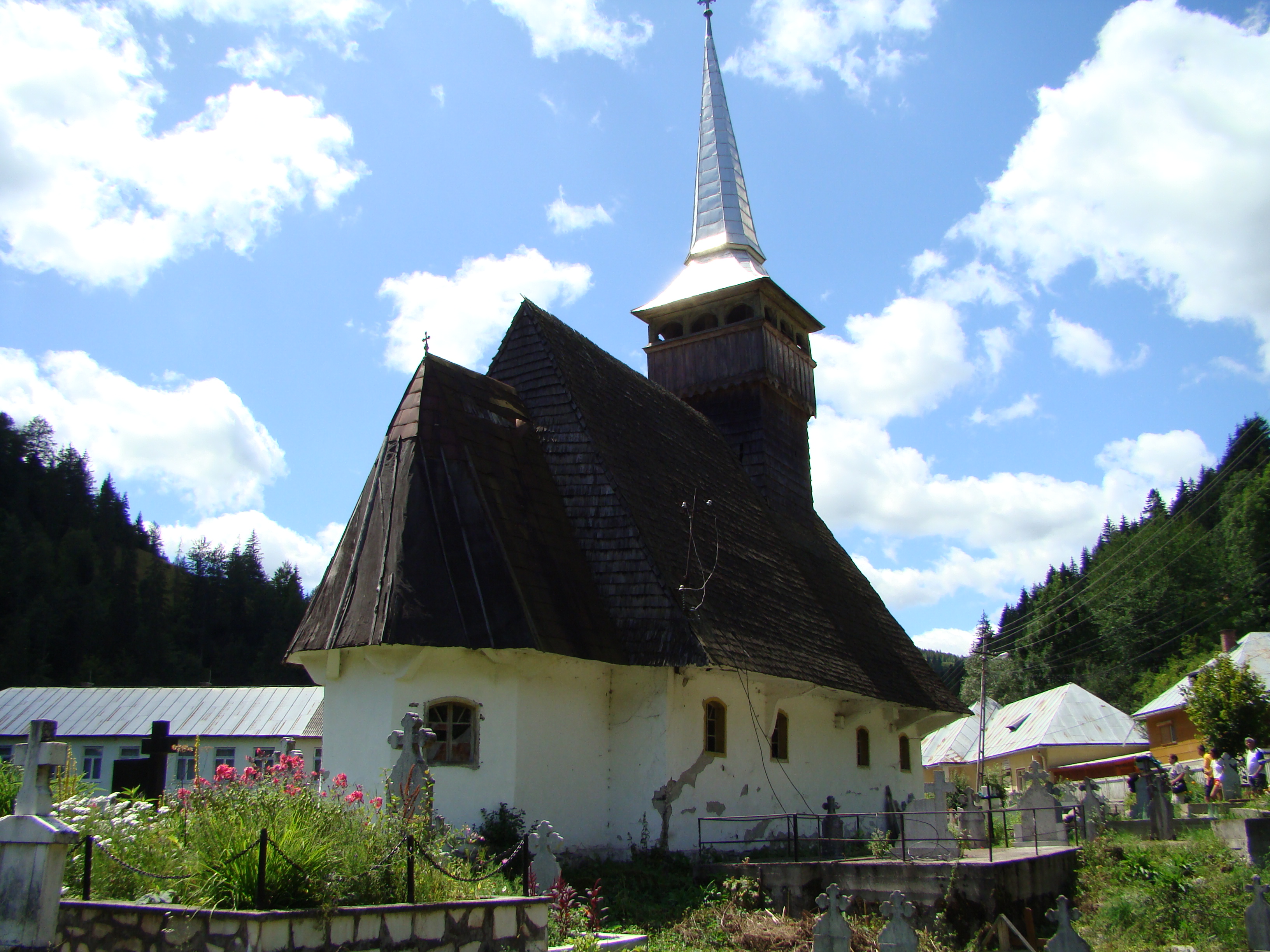
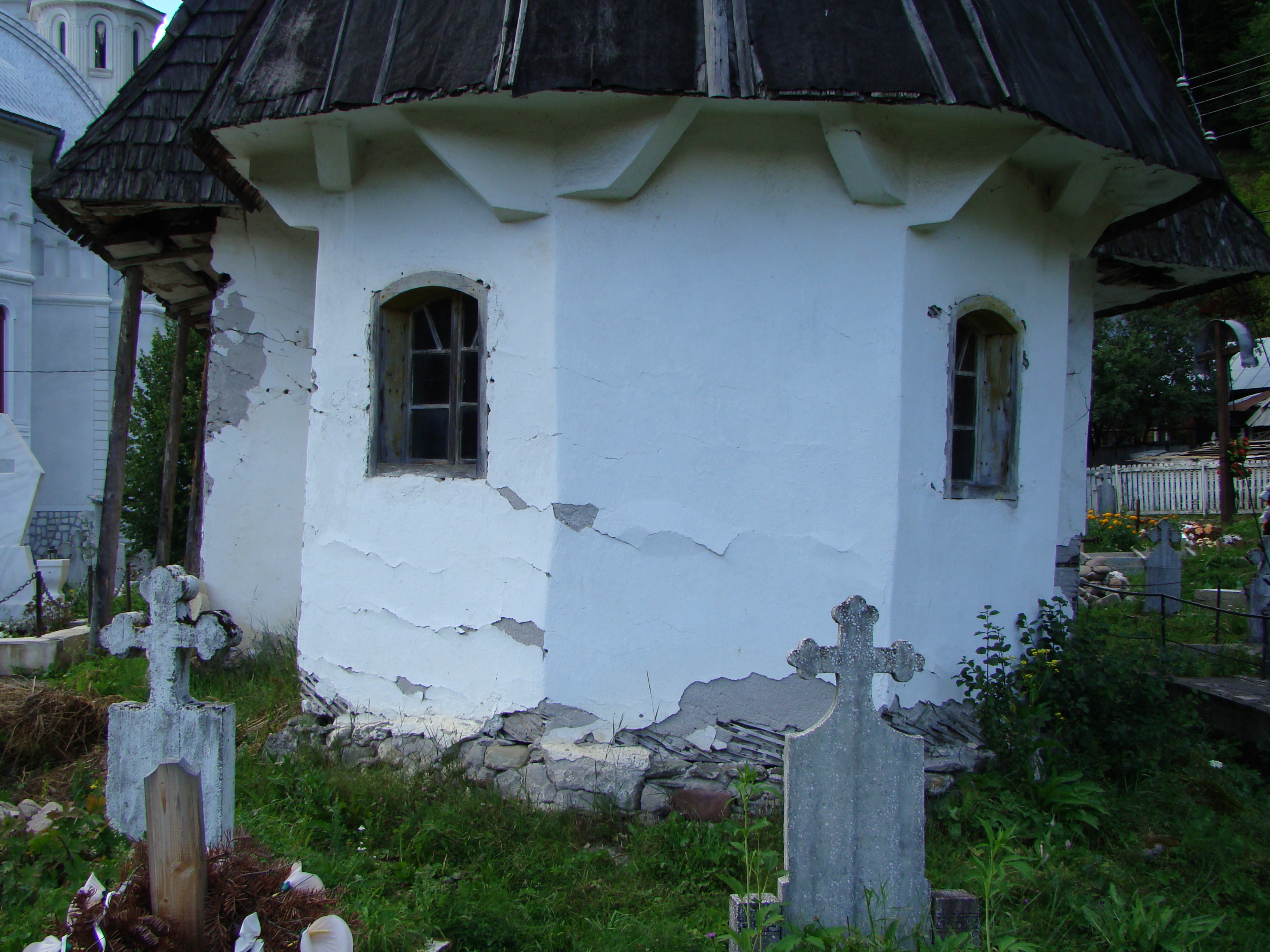
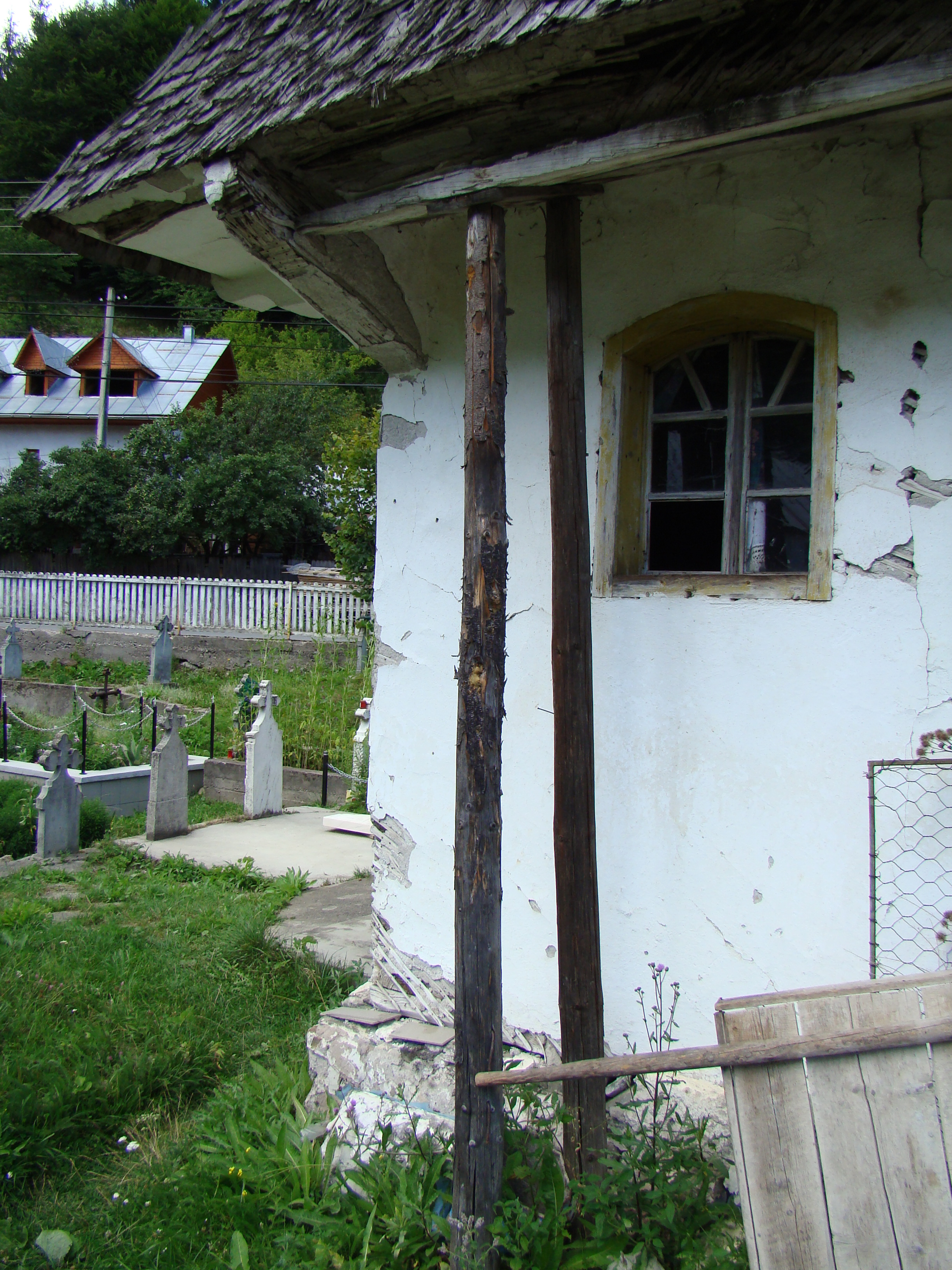
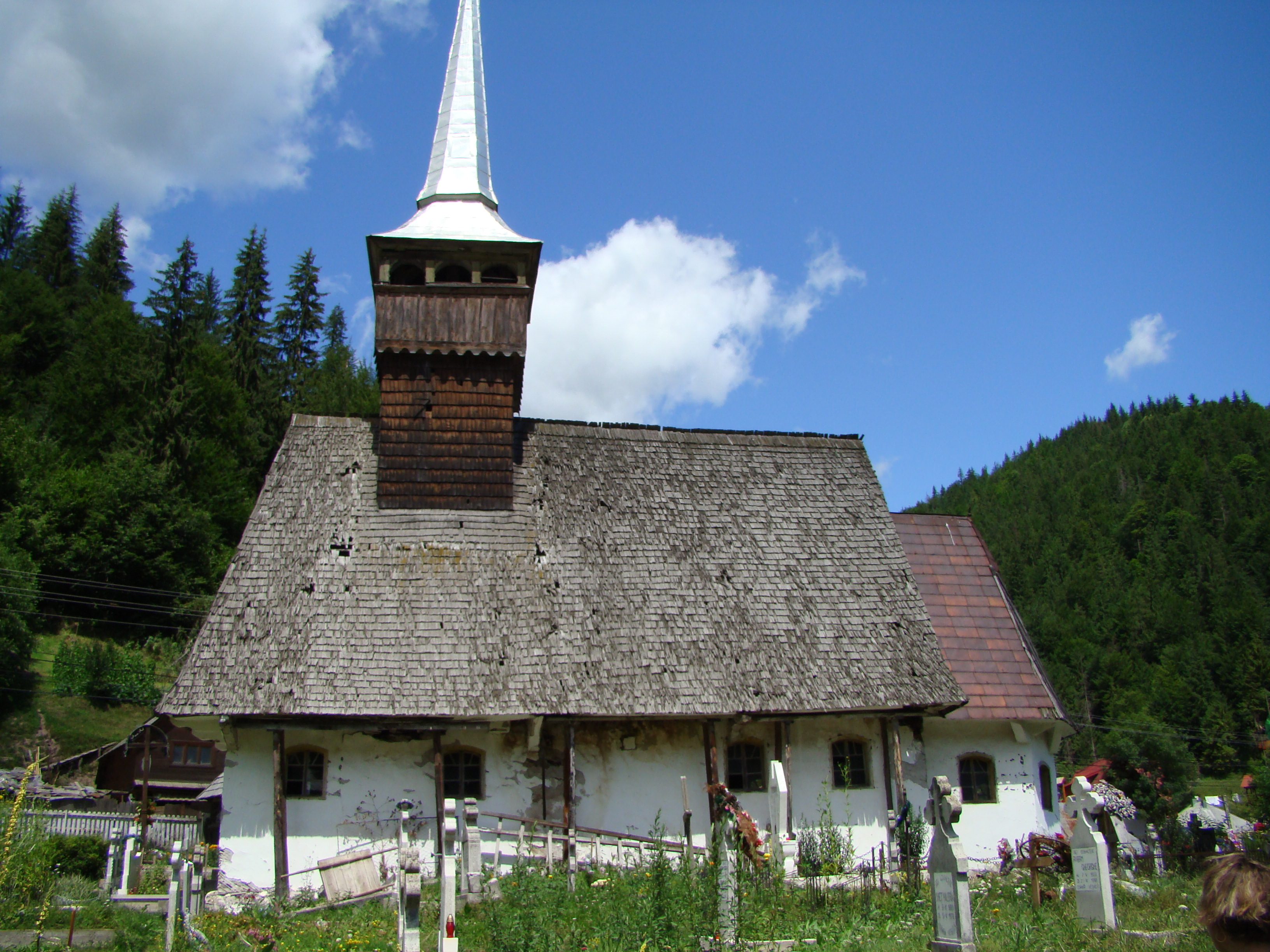
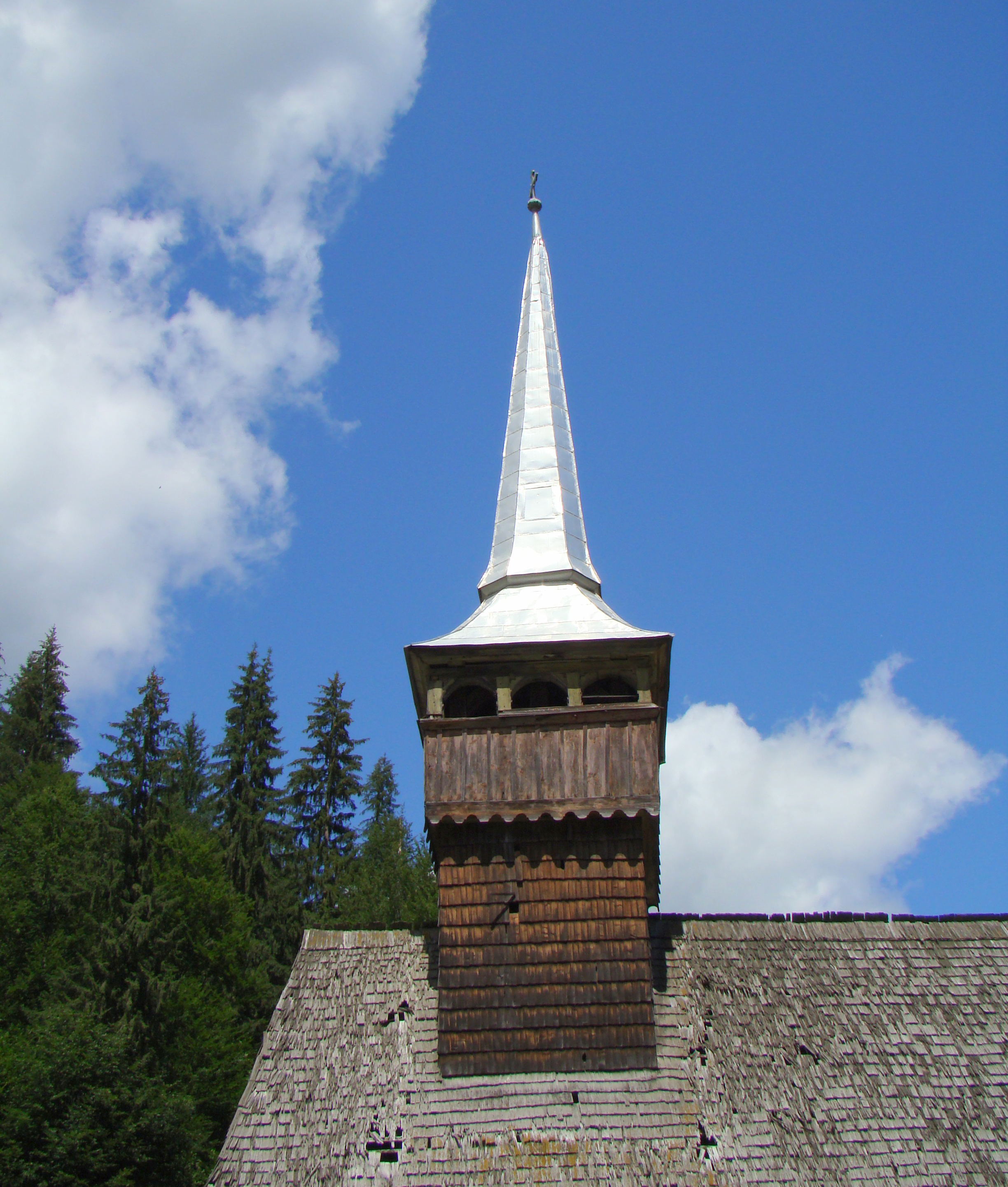
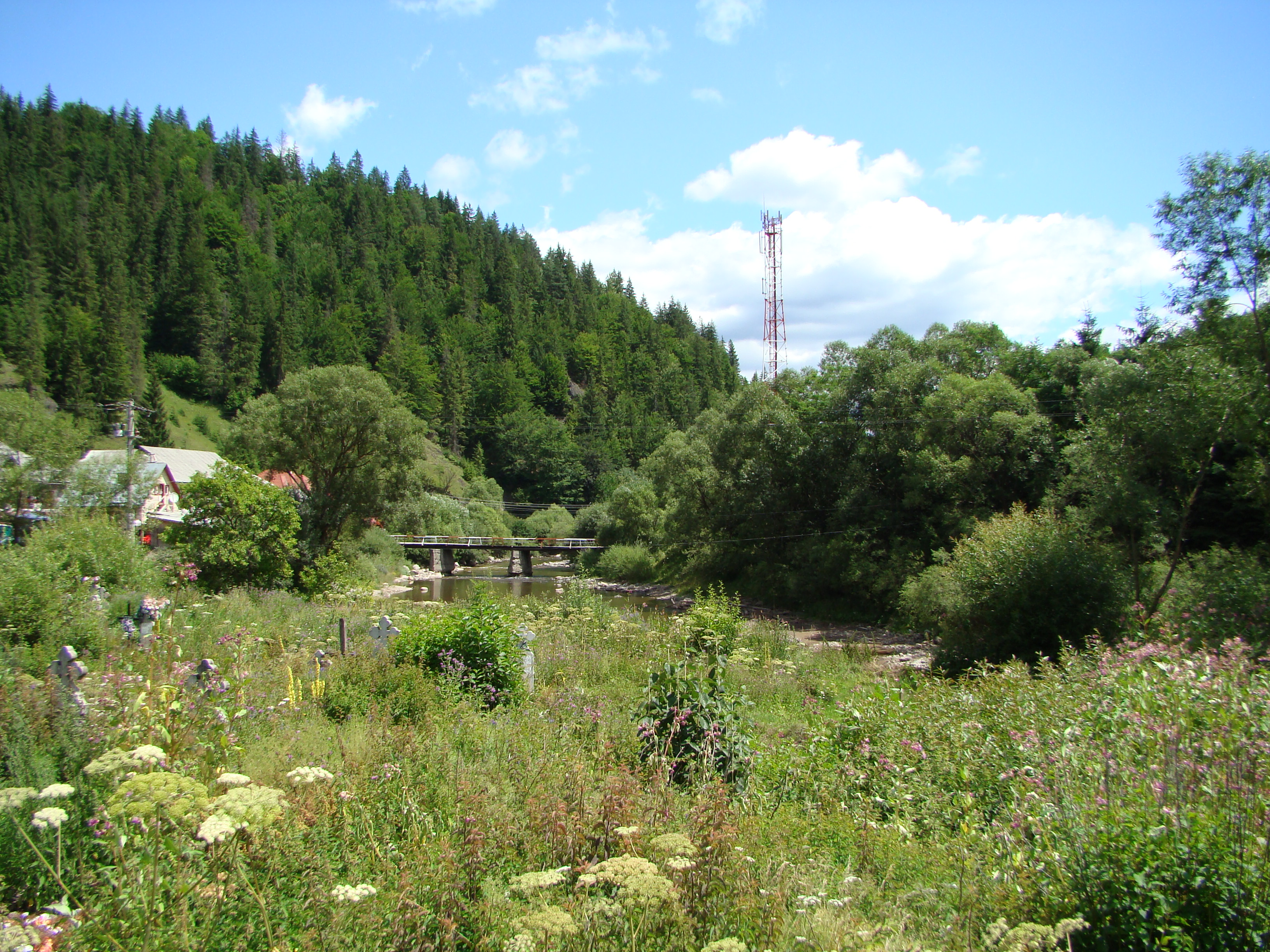
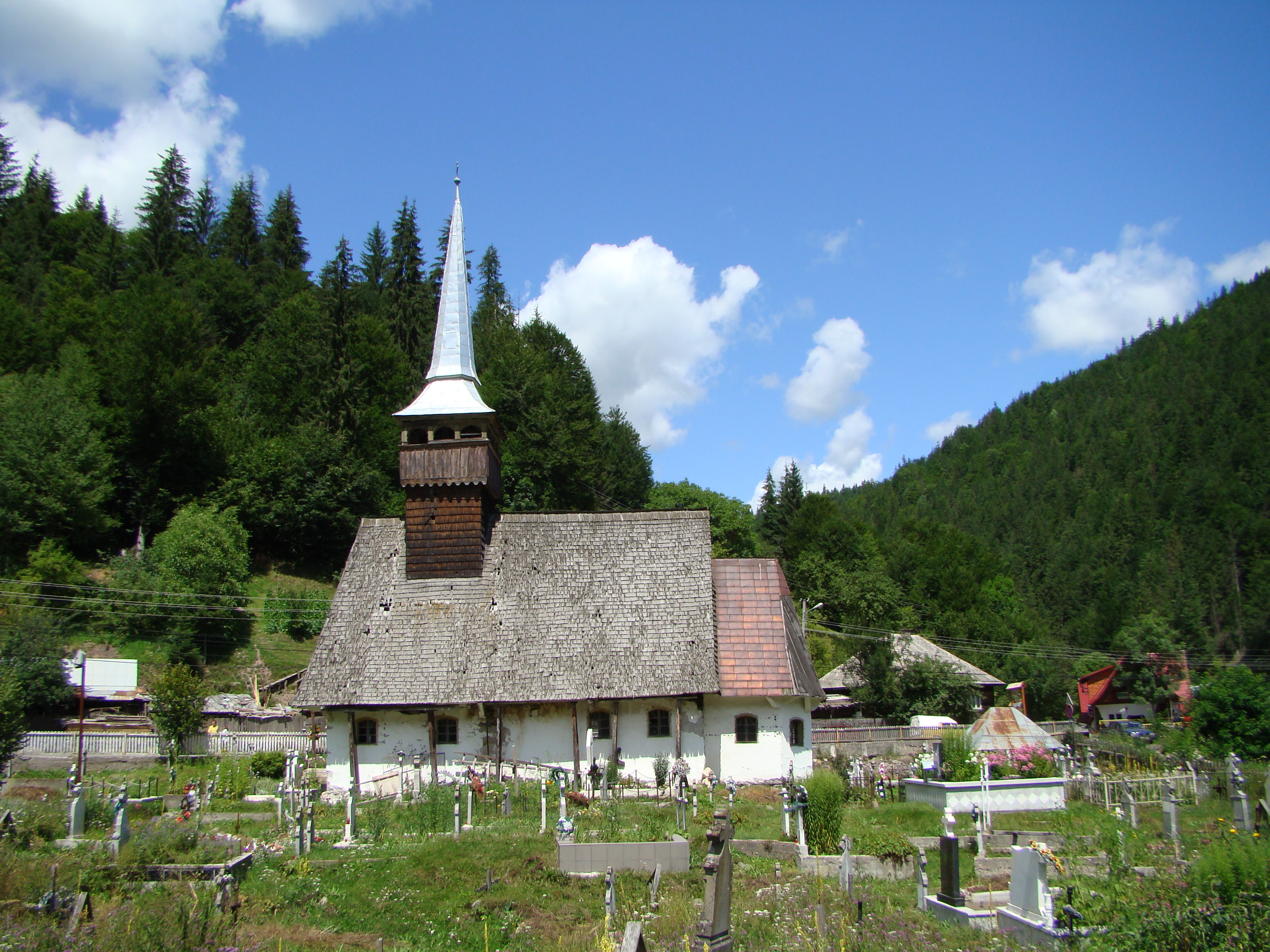
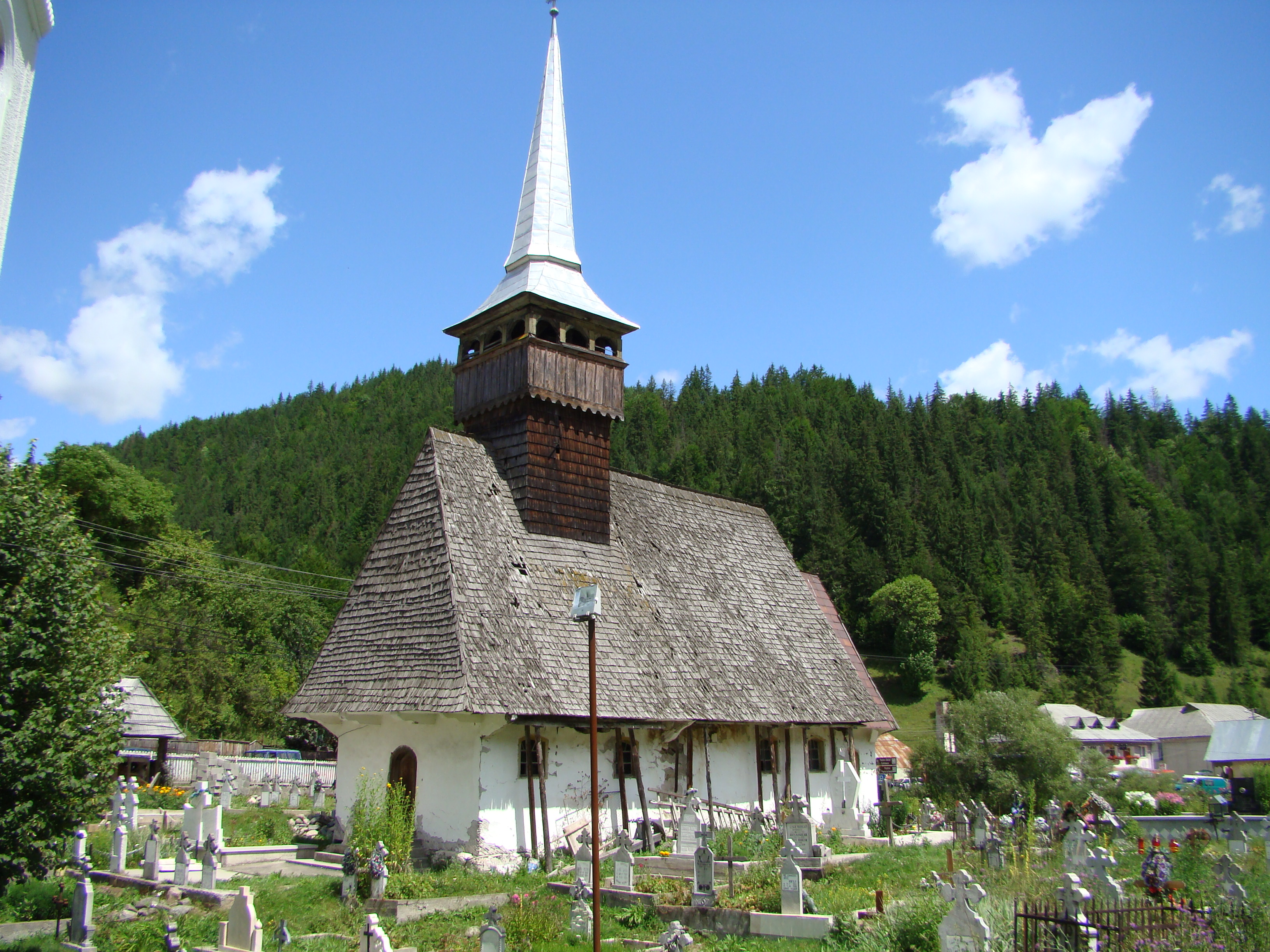